# 法兰西岛大区快铁B线
大区快铁B线（法語：Ligne B du RER d'Île-de-France），简称RER B，是法兰西岛大区快铁的一条贯通巴黎市郊南北走向的线路，具有多个支線。该线路连接东北部夏尔·戴高乐国际机场的二号航站楼高速列车站（B3支線）和米特里-克莱站（Mitry — Claye，B5支線），以及南部的罗班松站（Robinson，B2支線）和圣雷米莱舍夫勒斯站（Saint-Rémy-lès-Chevreuse，B4支線），通过巴黎市中心。
B线南部 (巴黎北站以南) 由巴黎大众运输公司（RATP）运营，北段由法国国家铁路公司（SNCF）运营，列车由两家公司共同拥有。当前，B线的客流量在各条快铁线中位列次席，仅次于A线。

## 历史
B线的前身是开往巴黎南方的索镇线以及开往巴黎北郊的机场线和平原-伊尔松线的一部分，后因RATP修建区域快铁，将索镇线向北延伸，在1977年成为快铁B线投入使用，1983年南北互通完成，机场线和平原-伊尔松线最南段被并入B线。

### 索镇线

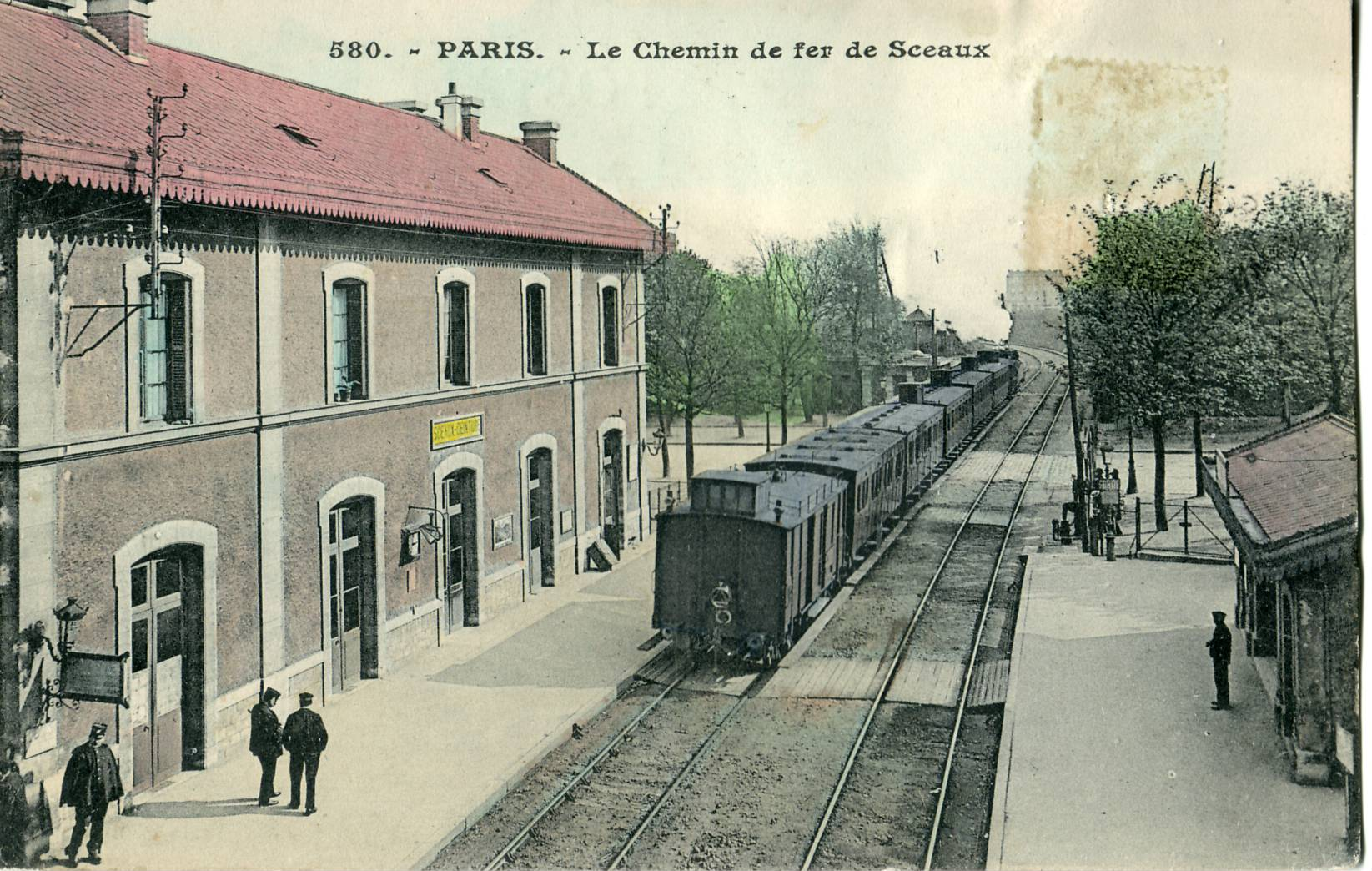
索镇线

索镇线是19世纪中叶至20世纪70年代之间连接巴黎和巴黎南郊的一条铁路，经过多次延伸，最终被选择作为区域快铁南北线的南半部.
1846年，自法兰西岛埃松省索镇站往当费尔-罗什罗站的索镇线开通并投入使用，在当时由巴黎-奥尔良铁路公司 (Compagnie du Chemin de fer de Paris à Orléans) 经营。并且采用了当时最新的技术--Système Arnoux，用于列车之间的铰接. 
索镇线开通后，由于只能在晴天吸引人们前往旅游，其余时刻客流量相当低，故财政上一直入不敷出. 为了改善运营状况，兼方便南部郊区的物资快运，线路在皇后镇另开一条支線，向南延伸至帕莱索，之后又延伸至奥赛，至今，奥赛在高峰时段作为一个节点存在。相关工程在1854年完工并对公众开放. 1867年，南部支線又自奥赛经圣雷米莱舍夫勒斯通过单轨铁路延长至利穆尔 (Limours).

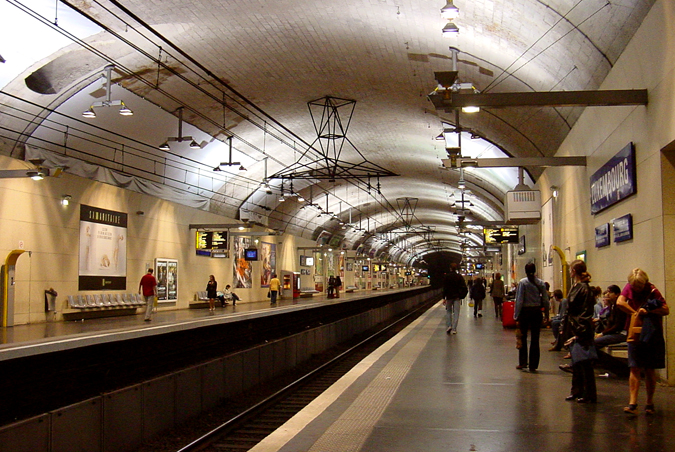
卢森堡车站，索镇线的老终点站

1893年，线路西南支線由索镇延长至罗班松，原有的铁轨被重置。而后的1895年，索镇线线路北端由当费尔延长至卢森堡。至此索镇线基本成型.
1930年代，区域快铁的计划被首次提起，由于当时索镇线使用蒸汽机车，通过巴黎地下隧道 (大区快铁的构想之一) 会带来污染问题，另兼之前世界经济危机的影响，索镇线被迫停运，奥尔良铁路公司亦陷入困境，只有线路电气化才可以解决当前的矛盾. 经过1931年的两次协议，1932年4月10日通过法案，奥尔良铁路公司将索镇线的经营权交付兼营巴黎地铁的巴黎城铁公司 (Compagnie du Chemin de fer métropolitain de Paris，CMP). 1938年,  并购正式完成，CMP对索镇线进行了电气化改造，使用1500伏直流电，此外还增高了月台高度，拆除平交道口，启用新车站，新信号系统，新列车，和4位数的列车班次编码系统. 一年内，客流量就从800万飙升至1700万. 但此次改造过后，圣雷米到利慕尔之间的铁路被弃用. 
当时索镇线连接卢森堡和圣雷米/罗班松，而巴黎北郊亦有一条铁路，即平原-伊尔松线与之相对应: 1863年，巴黎北站到塞夫朗-利夫里站的线路启用。1890年，线路延长至米特里-莫里及其东北部地段。
1930年代末，平原-伊尔松线由国家铁路运营，索镇线由CMP运营，两条线路相对独立。CMP此时开始计划要把索镇线和平原-伊尔松线合并成区域快铁路网，但二战爆发使得该计划被搁置. 因此，战后索镇线仍然继续运行，直至1970年代开通区域快铁.

### 建造大区快铁
1949年，巴黎城铁公司和巴黎公交公司 (Société des transports en commun de la région parisienne) 合并，成立巴黎大众运输公司。大众运输公司当时兼营地铁和索镇线。

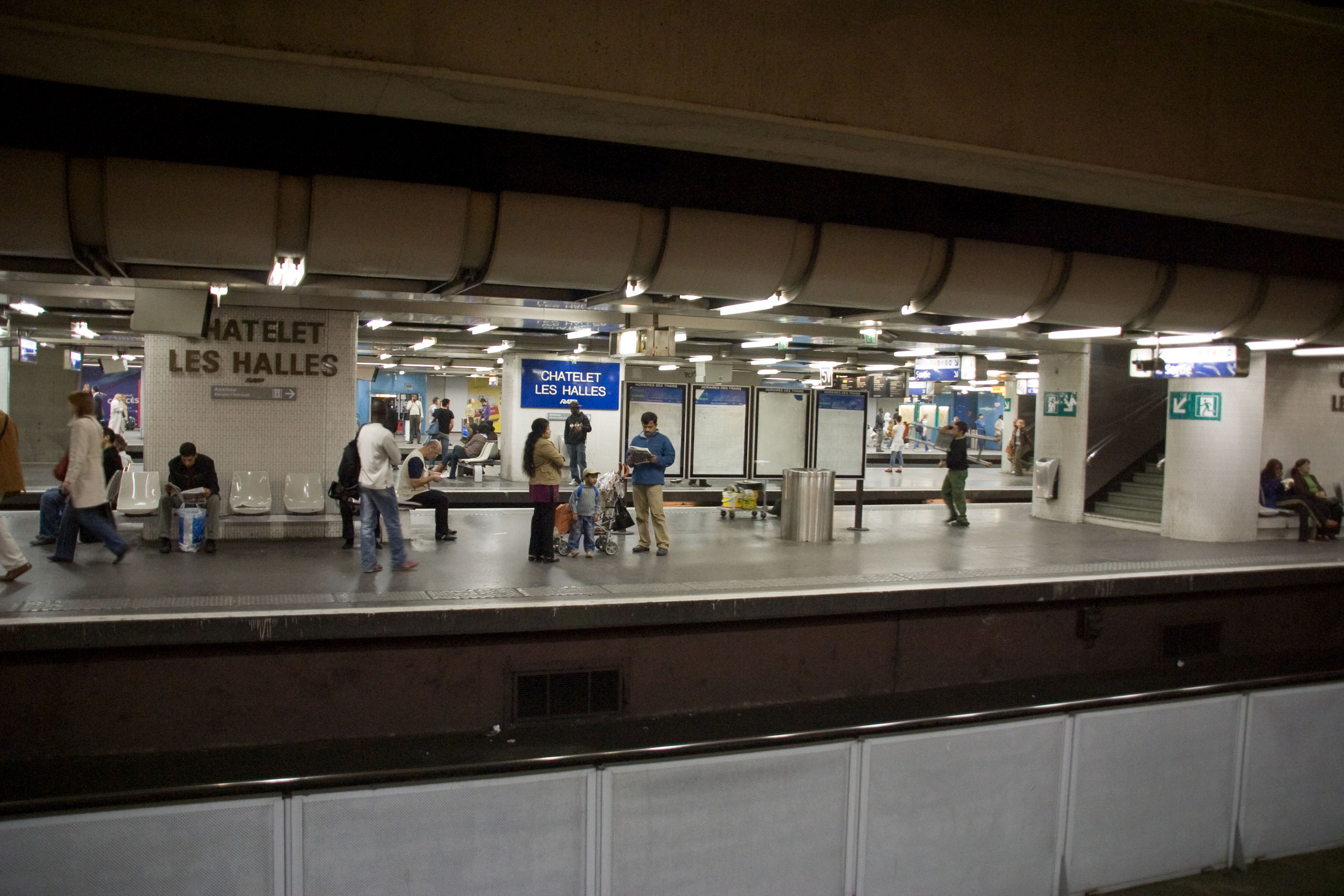
沙特莱-大堂车站一角

战后，随着经济的恢复，修建大区快铁重新被提上议事日程。1965年，关于修建大区快铁的方案经过讨论，当时法兰西岛规划办（SDRIF）并不希望合并平原-伊尔松线和索镇线作为大区快铁的一个子方案，而偏好新修连接市中心与东南郊区的铁路。但进入1970年代后最终采用前者，后者则被搁置并最终弃用。
1970年代初，当时已经动工兴建并通车的东西快铁线准备修建中心路网，这引发了诸多争议，施工成本高，工程任务繁重，未来运作方式尚不明了. 甚至有人提议用普通地铁进行联络，无需再像前面路段那样进行大规模施工. 不过在政府的大力支持下，RATP得以说服公众修建中心路段的必要性。1971年5月25日，政府决定让中心路网得到修建，次年2月29日，法兰西岛运输联合会通过了大区快铁RER的规划路线图，其中包括一条东西干线，一条南北干线，即索镇线和巴黎北站的一条远郊铁路线（待定）合并，另有一条塞纳河左岸切向线。此时，位于巴黎中心地带的巴黎大堂正在进行翻新改造，刚好可以腾出空间修建一个地下车站以节约修建成本。
1973年，索镇线的北延段 (即快铁中心路网) 开始修建. 这项工程包括一个长达2.6公里的，穿越巴黎中心城区的双洞河底隧道，隧道坡度很大，迫使工程人员降低施工路基的水平面，卢森堡车站也为此于1974年进行了相应的改造，将站台高度降低50厘米，列车的终点站也临时改到南边临近的皇港站，卢森堡站改造完后，列车终点站重新移回彼处，不过仅仅使用东边路轨，西边路轨被木质覆盖，呈西班牙式月台布局。工程耗时4年，至1977年12月9日完工，东西快铁线也同时通车，两条线在沙特莱-大堂站相交，成为大区快铁的东西轴向和南北轴向，并分别命名为RER A线和B线。当时的法国总统德斯坦参加了剪彩仪式。

### 南北互通和延伸

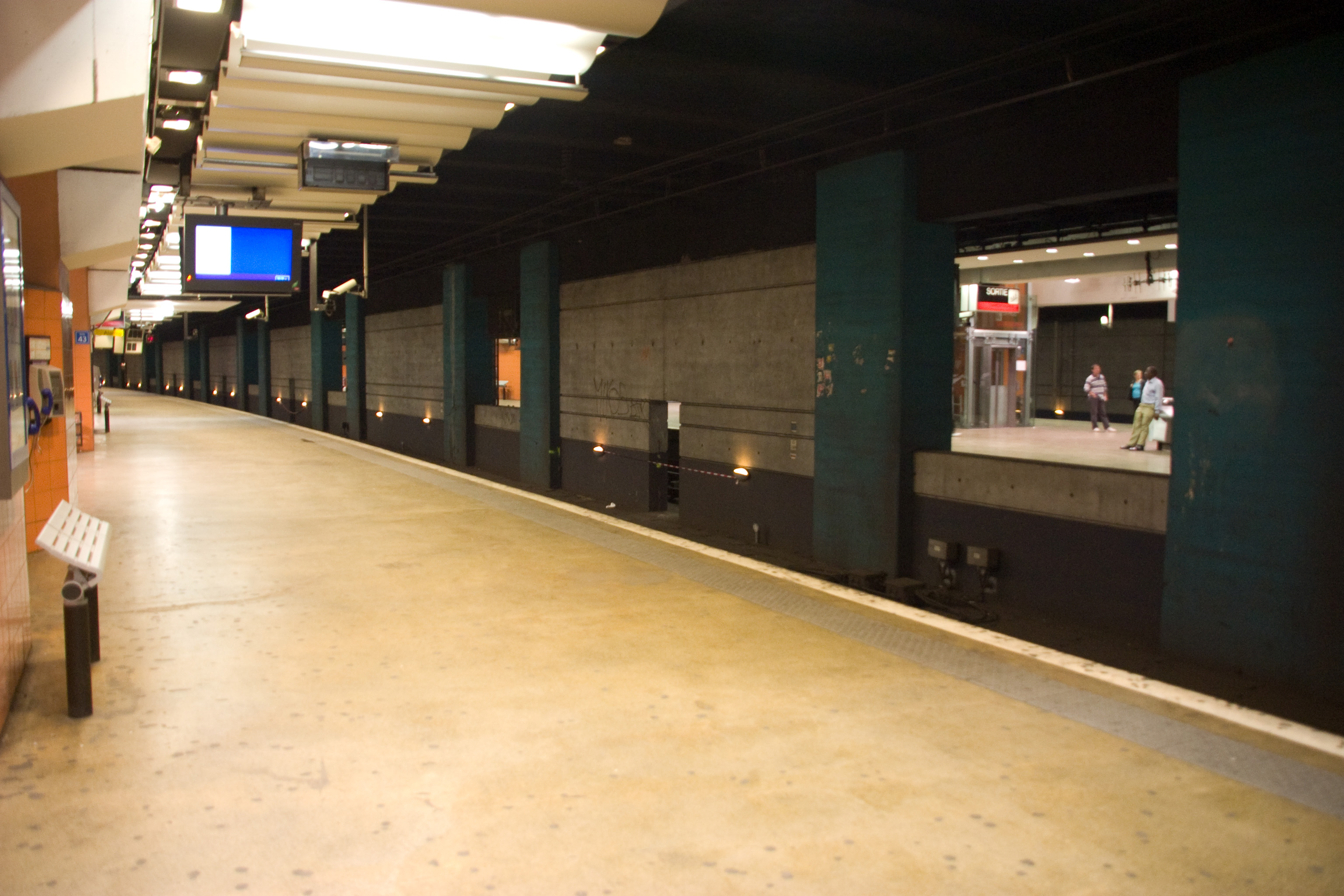
巴黎北站地下月台

1976年，计划中要整合进RER B线的巴黎北站以北的远郊铁路线最终选择了机场线（1976年平原-伊尔松线新开辟一条支線前往新落成的戴高乐机场）和平原-伊尔松线，这样就可以让B线连接巴黎郊区两大机场，兼以缓解地铁4号线在巴黎右岸的客流压力。工程随即展开，内容包括在巴黎北站修建地底月台，将索镇线的原有的信号系统和SNCF的信号系统对接，以及一条2156米的隧道。路线经过不利于施工的含水层，以及旧建筑密布的巴黎市区。
1981年9月，巴黎北站的地下月台启用50%，供机场线使用。12月10日，B线向北延伸至巴黎北站的地下月台，这样，巴黎北站往戴高乐机场和米特里-克莱的北部路段就被整合进B线。法国总理皮埃尔·莫鲁瓦和交通部长夏尔·菲特曼为仪式剪彩。同时，RER B线自1937年使用的4位数字班次编码被4位字母班次编码所替代. 1982年10月，巴黎北站地下月台的另一半启用，供未来的RER D线使用。
尽管巴黎北站以北的路段从此被整合进来，但由于电力系统的差异，发自南部的列车无法驶入北部路段 (巴黎北站以南的RATP路段使用1500伏直流电，以北的SNCF路段使用25000伏交流电)，而所需的双伏特制式列车MI 79还未完全投放。因此在当时，乘客来往南部和北郊须在站内进行跨月台转乘。

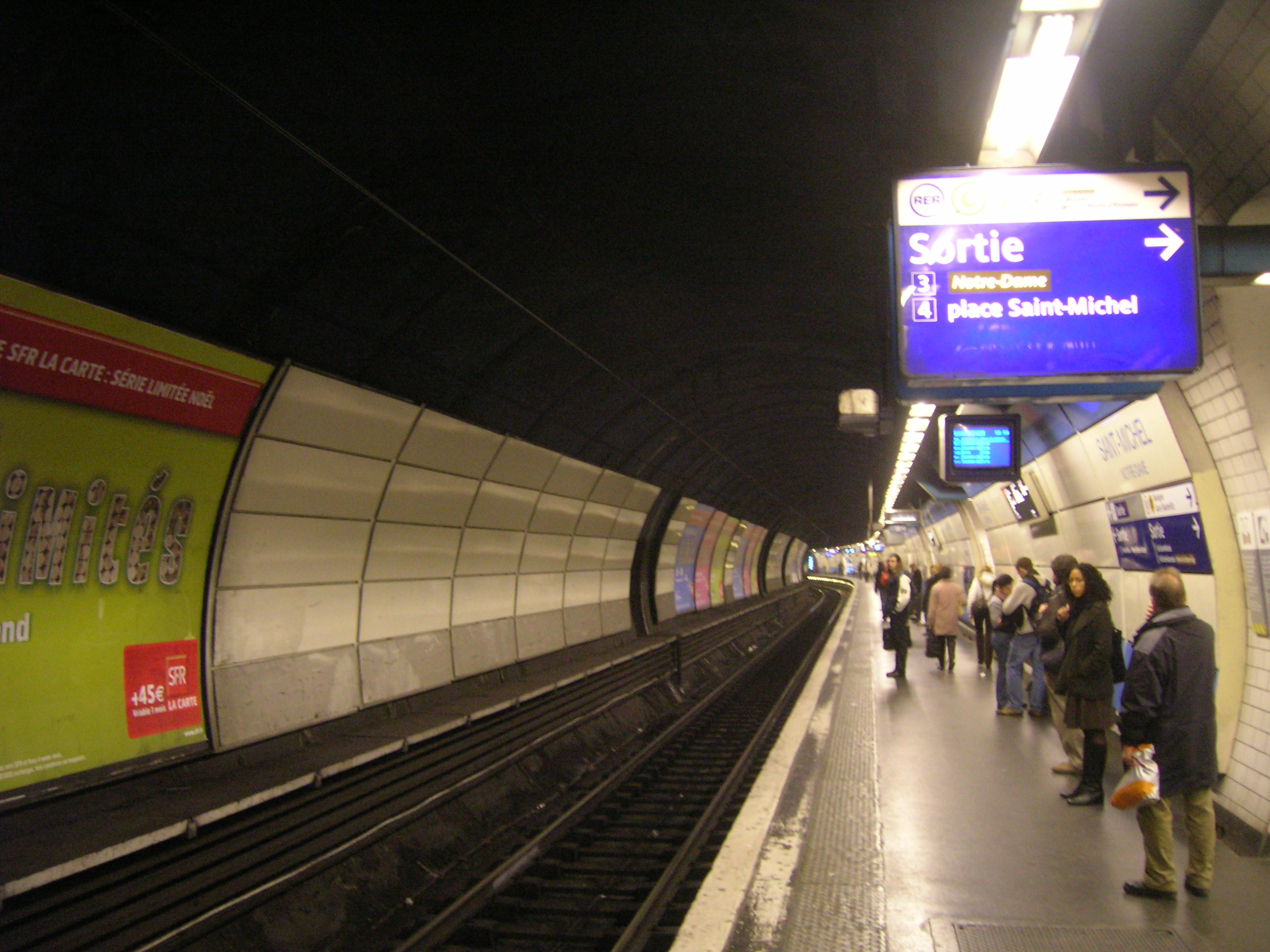
巴黎圣母院站

1983年6月7日，一些列车开始在巴黎北站实现南北互通，当时高峰期一小时有8班列车自南部发往北郊，这些班次均采用MI 79列车，而原有的单伏特列车仍然止步于巴黎北站. 在随后的几年里，剩余的MI 79列车陆续投放使用，高峰期的南北互通班次逐渐增加，1984年10月高峰期一小时有12班列车通往北郊，1985年一小时16班，到1987年9月27日后一小时20班，这时MI 79已经全部投放使用，南北互通到此才全面完成。但由于公司背景和章程不同，并且列车在此站将从一个铁路网进入另一个铁路网，线路互通时必须更换司机，这种互通模式一直保持到2009年.
1988年2月17日，经过6年的施工，耗资4.1亿法郎的，位于沙特莱-大堂站和卢森堡站之间的车站--圣米歇尔-圣母院站 (Saint-Michel - Notre-Dame) 启用，便于乘客快速转乘地铁10号线和RER C线。其实，1970年代延长索镇线时，双洞隧道在彼处已经预留出一个空位，所以无需进行更大规模的结构改造，只是由于当时对客流量估计不足而没有立即落实施工，而是到了1982年才开始兴建。同时，地铁10号线的对应车站巴黎大学站 (Cluny - La Sorbonne) 自二战起关闭多年后再次启用.

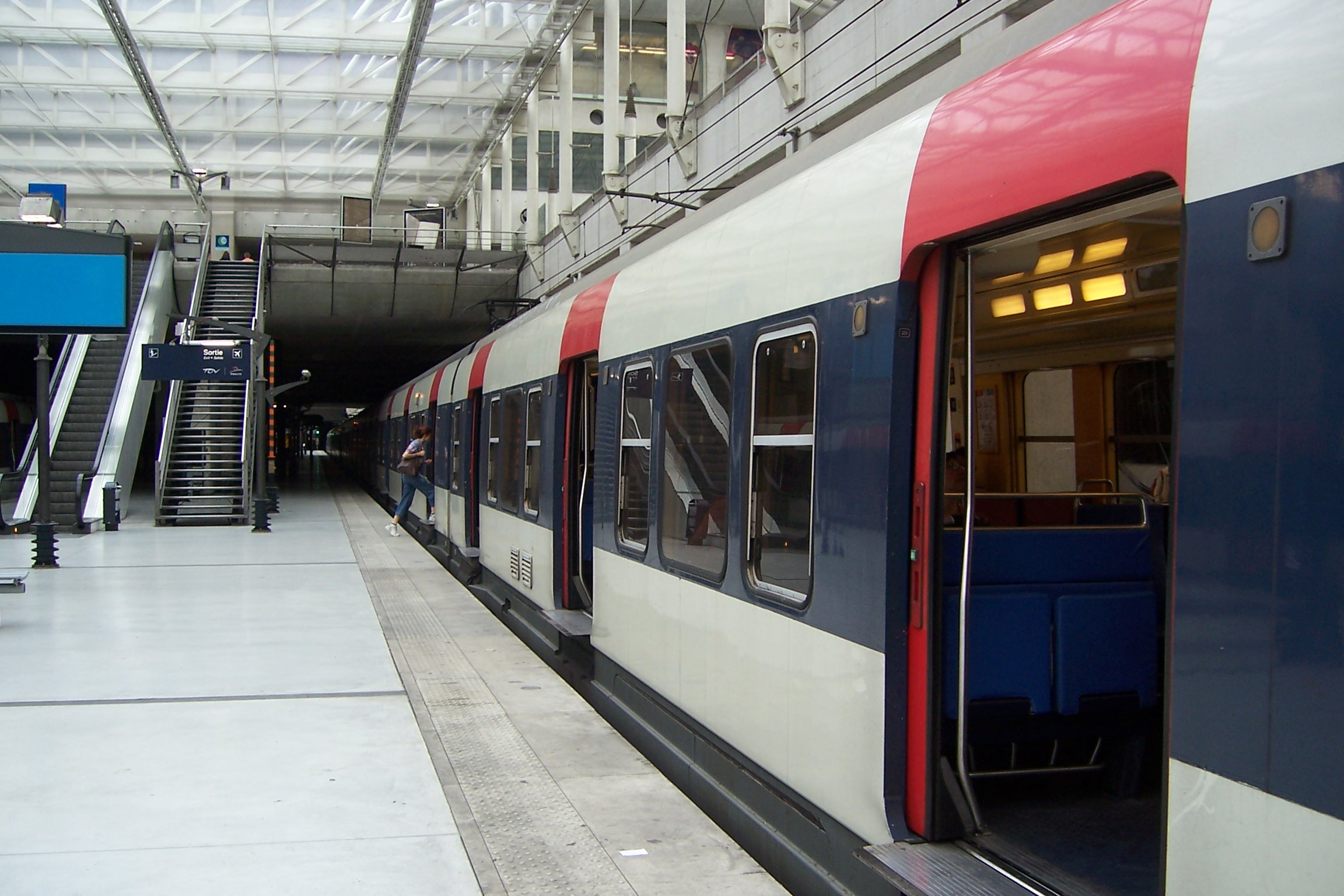
戴高乐机场终点站

1991年10月2日，奧利機場內線启用，连接安东尼站与奥利机场之间8公里的路段，这样乘客可以直接乘坐轨道交通来往巴黎两大机场. 
1994年11月13日，线路延伸1公里至戴高乐机场二号航站楼的高速列车站，便于乘客前往新落成的航站楼和转乘TGV。
1998年1月28日，随着世界杯主赛场法兰西体育场的竣工，旧的平原车站（La Plaine）被平原-法兰西体育场车站所替代，新车站位于旧车站东北650米处。

### 近年发展
1999年10月24日，RATP修改了列车时刻表以增加高峰期的列车频度，往返南部的高峰车从此分为四种: 往返圣雷米，往返奥赛，往返马西帕莱索 (Massy - Palaiseau) 和往返罗班松.
从2002年开始，RATP逐步更新了B线上的架空电缆，刷票闸机，在车站安装即时行车资讯显示器，以及移除平交道口，迄今为止，线上仅剩一处平交道口，位于南部的伊韦特河畔日夫 (Gif-sur-Yvette)，而该平交道口亦将于2012年被移除. 
2002年10月24日和12月5日，在一次关于B线的乘客与选民通气会上，线路的服务质素遭到各种抱怨，包括安全性，准点率以及故障时的信息通报. 这次会议使当局决心翻新列车，以及在欧奈和机场之间安装一种特殊信号系统，叫做IPCS，便于故障时列车可以从反向路轨前进. 相应的，当年12月15日，列车时刻表再次得到修改以应对旅客要求，包括低峰期列车增停法兰西体育场车站，延长高峰时段，优化皇后镇和巴黎市区之间路段的高峰列车停靠方式，使之客流量分布更均匀，运作更科学，往返当费尔站的列车被南延到拉普拉斯站，增强运营的经济性，而拉普拉斯站的Z轨道亦可供直达车在异常情况下超越慢车. 
2003年10月1日，STIF通过了北部SNCF路段进行现代化改造的计划，预计耗资1.57亿欧元，包括增高月台，新建残障人士设施，翻新车站，增加安全设施等. 2005年12月12日开始，基于客流量的增长，白天非高峰期的列车一律重联，这样可以缩短乘客在月台上的滞留时间，以及防止客流壅塞.
为改善B线运营状况，SNCF，法兰西岛运输联合会等于2006年启用了RER B Nord +计划，该计划预计花费2.5亿欧元. 工程自2008年11月11日展开，内容主要为改善国铁路段的线路设施，包括将RER和其它非RER线路分隔开，以提高准点率，包括简化运营方式和提高发车频率，增高月台以提高通勤效率等，计划到2012年底完成所有工程. 
另外，作为Nord +计划的一部分，2008年7月7日起，B线经停巴黎北站时不再更换司机，这项变更逐步落实到2009年11月9日完成，旨在减少车辆等候时间，提高准点率，特别是高峰时段的准点率. 还有，在当费尔车站安装了一个控制中心，便于协调传达给乘客的即时资讯，以及方便事故时的指挥调度.

### 线路走向

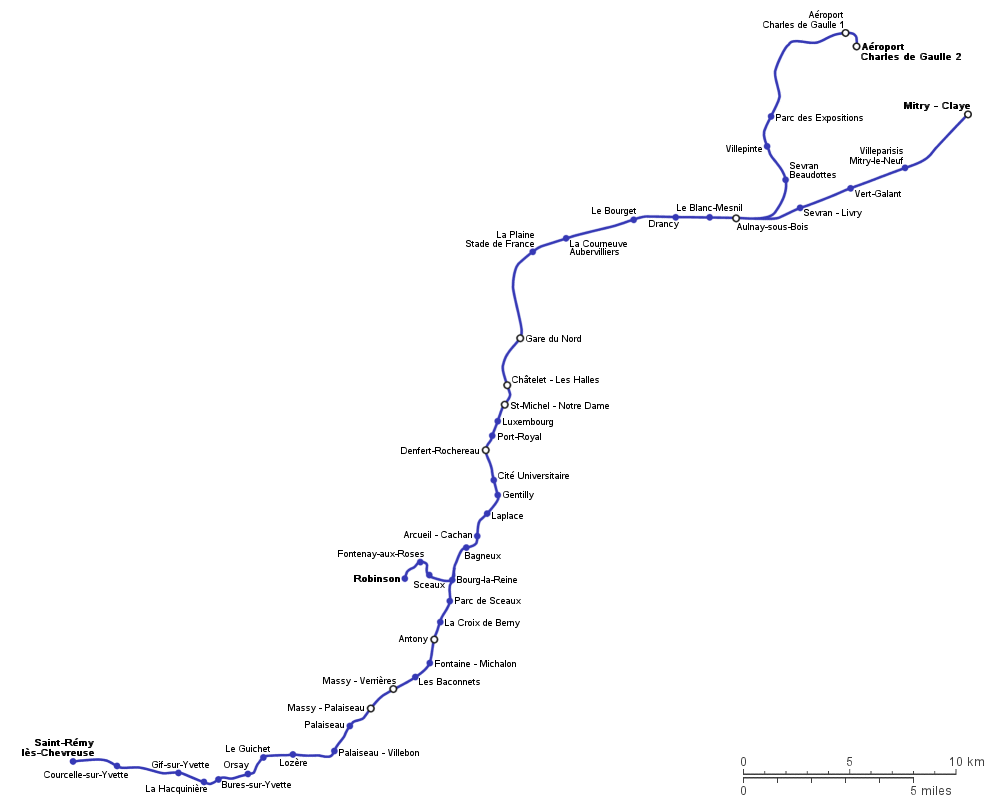
大区快铁B线的线路走向

## 线路走向和车站列表

### 车站列表
| 分支 | 分支 | 分支 | 分支 | 分支 | 车站                                                  | 区域环数 | 途经城镇                            | 转乘路線                                                      |
| ---- | ---- | ---- | ---- | ---- | ----------------------------------------------------- | -------- | ----------------------------------- | ------------------------------------------------------------- |
| B3   | ·    |      |      |      | 戴高乐机场二号航站楼 Aéroport Charles-de-Gaulle 2 TGV | 5        | 勒梅尼勒阿姆洛                      | CDGVAL TGV                                                    |
|      | ·    |      |      |      | 戴高乐机场一号航站楼 Aéroport Charles-de-Gaulle 1     | 5        | 法兰西地区特朗布莱                  | CDGVAL                                                        |
|      | ·    |      |      |      | 会展公园 Parc des Expositions                         | 4        | 维勒潘特                            |                                                               |
|      | ·    |      |      |      | 维勒潘特 Villepinte                                   | 4        | 维勒潘特                            |                                                               |
|      | ·    |      |      |      | 塞夫朗博多特 Sevran — Beaudottes                      | 4        | 塞夫朗                              |                                                               |
|      |      |      | ·    | B5   | 米特里-克莱 Mitry — Claye                             | 5        | 米特里-莫里 克莱-苏伊               | ter Picardie                                                  |
|      |      |      | ·    |      | 维勒帕里西-新米特里 Villeparisis — Mitry-le-Neuf      | 5        | 米特里-克莱站                       |                                                               |
|      |      |      | ·    |      | 青雅 Vert-Galant                                      | 4        | 维勒潘特 法兰西地区特朗布莱         |                                                               |
|      |      |      | ·    |      | 塞夫朗-利夫里 Sevran — Livry                          | 4        | 塞夫朗                              |                                                               |
|      |      | ·    |      |      | 欧奈苏布瓦 Aulnay-sous-Bois                           | 4        | 欧奈苏布瓦                          | [T] · [K] · (T) · (4)                                         |
|      |      | ·    |      |      | 勒布朗梅尼勒 Le Blanc-Mesnil                          | 3        | 勒布朗梅尼勒                        |                                                               |
|      |      | ·    |      |      | 德朗西 Drancy                                         | 3        | 德朗西                              |                                                               |
|      |      | ·    |      |      | 勒布尔歇 Le Bourget                                   | 3        | 勒布尔歇                            |                                                               |
|      |      | ·    |      |      | 拉库尔讷沃-欧贝维利耶 La Courneuve — Aubervilliers    | 3        | 拉库尔讷沃 欧贝维利耶               |                                                               |
|      |      | ·    |      |      | 平原-法兰西体育场 La Plaine - Stade de France         | 2        | 圣但尼                              |                                                               |
|      |      | ·    | B1   | B1   | 巴黎北站 Paris-Gare du Nord                           | 1        | 巴黎第十区                          | ter Picardie TGV Eurostar Thalys                              |
|      |      | ·    |      |      | 沙特莱-大堂 Châtelet — Les Halles                     | 1        | 巴黎第一区                          | (M) · (1) · (4) · (7) · (11) · (14) · (RER) · (A) · [T] · (D) |
|      |      | ·    |      |      | 圣米歇尔-巴黎圣母院 Saint-Michel — Notre-Dame         | 1        | 巴黎第四区 巴黎第五区 巴黎第六区    | (M) · (4) · (10) · [T] · (C)                                  |
|      |      | ·    |      |      | 卢森堡 Luxembourg                                     | 1        | 巴黎第五区 巴黎第六区               |                                                               |
|      |      | ·    |      |      | 皇港 Port-Royal                                       | 1        | 巴黎第五区 巴黎第六区               |                                                               |
|      |      | ·    |      |      | 当费尔-罗什罗 Denfert-Rochereau                       | 1        | 巴黎十四区                          | (M) · (4) · (6)                                               |
|      |      | ·    |      |      | 大学城 Cité Universitaire                             | 1        | 巴黎十四区                          | (T) · (3)                                                     |
|      |      | ·    |      |      | 让蒂伊 Gentilly                                       | 2        | 让蒂伊                              |                                                               |
|      |      | ·    |      |      | 拉普拉斯 Laplace                                      | 2        | 阿尔克伊                            |                                                               |
|      |      | ·    |      |      | 阿尔克伊-卡尚 Arcueil — Cachan                        | 3        | 阿尔克伊 卡尚                       |                                                               |
|      |      | ·    |      |      | 巴涅 Bagneux                                          | 3        | 巴涅 卡尚                           |                                                               |
|      |      | ·    |      |      | 皇后镇 Bourg-la-Reine                                 | 3        | 皇后镇                              |                                                               |
|      | ·    |      |      |      | 索镇 Sceaux                                           | 3        | 索镇                                |                                                               |
|      | ·    |      |      |      | 丰特奈欧罗斯 Fontenay-aux-Roses                       | 3        | 丰特奈欧罗斯                        |                                                               |
| B2   | ·    |      |      |      | 罗班松 Robinson                                       | 3        | 索镇 沙特奈-马拉布里 勒普莱西罗班松 |                                                               |
|      |      |      | ·    |      | 索镇公园 Parc de Sceaux                               | 3        | 索镇 安东尼                         |                                                               |
|      |      |      | ·    |      | 贝尔尼十字架 La Croix de Berny                        | 3        | 安东尼                              | TVM                                                           |
|      |      |      | ·    |      | 安东尼 Antony                                         | 3        | 安东尼                              | Orlyval                                                       |
|      |      |      | ·    |      | 米沙隆喷泉 Fontaine Michalon                          | 4        | 安东尼                              |                                                               |
|      |      |      | ·    |      | 莱巴科内 Les Baconnets                                | 4        | 安东尼                              |                                                               |
|      |      |      | ·    |      | 马西-韦里耶尔 Massy — Verrières                       | 4        | 马西 韦里耶尔勒比松                 | [T] · (C)                                                     |
|      |      |      | ·    |      | 马西-帕莱索站 Massy — Palaiseau                       | 4        | 马西 帕莱索                         | TGV                                                           |
|      |      |      | ·    |      | 帕莱索 Palaiseau                                      | 4        | 帕莱索                              |                                                               |
|      |      |      | ·    |      | 帕莱索-维勒邦 Palaiseau — Villebon                    | 4        | 帕莱索 伊韦特河畔维勒邦             |                                                               |
|      |      |      | ·    |      | 洛泽尔 Lozère                                         | 4        | 帕莱索                              |                                                               |
|      |      |      | ·    |      | 勒吉谢 Le Guichet                                     | 5        | 奥赛                                |                                                               |
|      |      |      | ·    |      | 奥赛 Orsay — Ville                                    | 5        | 奥赛                                |                                                               |
|      |      |      | ·    |      | 伊韦特河畔比尔 Bures-sur-Yvette                       | 5        | 伊韦特河畔比尔                      |                                                               |
|      |      |      | ·    |      | 拉阿基尼耶尔 La Hacquinière                           | 5        | 伊韦特河畔比尔 伊韦特河畔日夫       |                                                               |
|      |      |      | ·    |      | 伊韦特河畔日夫 Gif-sur-Yvette                         | 5        | 伊韦特河畔日夫 伊韦特河畔比尔       |                                                               |
|      |      |      | ·    |      | 伊韦特河畔库尔塞勒 Courcelle-sur-Yvette               | 5        | 伊韦特河畔日夫                      |                                                               |
|      |      |      | ·    | B4   | 圣雷米莱舍夫勒斯 Saint-Rémy-lès-Chevreuse             | 5        | 圣雷米莱舍夫勒斯                    |                                                               |

(以上车站中文名并非官方译名)
巴黎北站系1983年南北开始互通之前的RATP北部终点，当时叫做B1支線，不过随着南北互通，该叫法已不常见。另外SNCF路段亦有车站标示马西-帕莱索站为B6支線，不过RATP官方并不采用这种标示。

## 列车与时速

### 使用车型

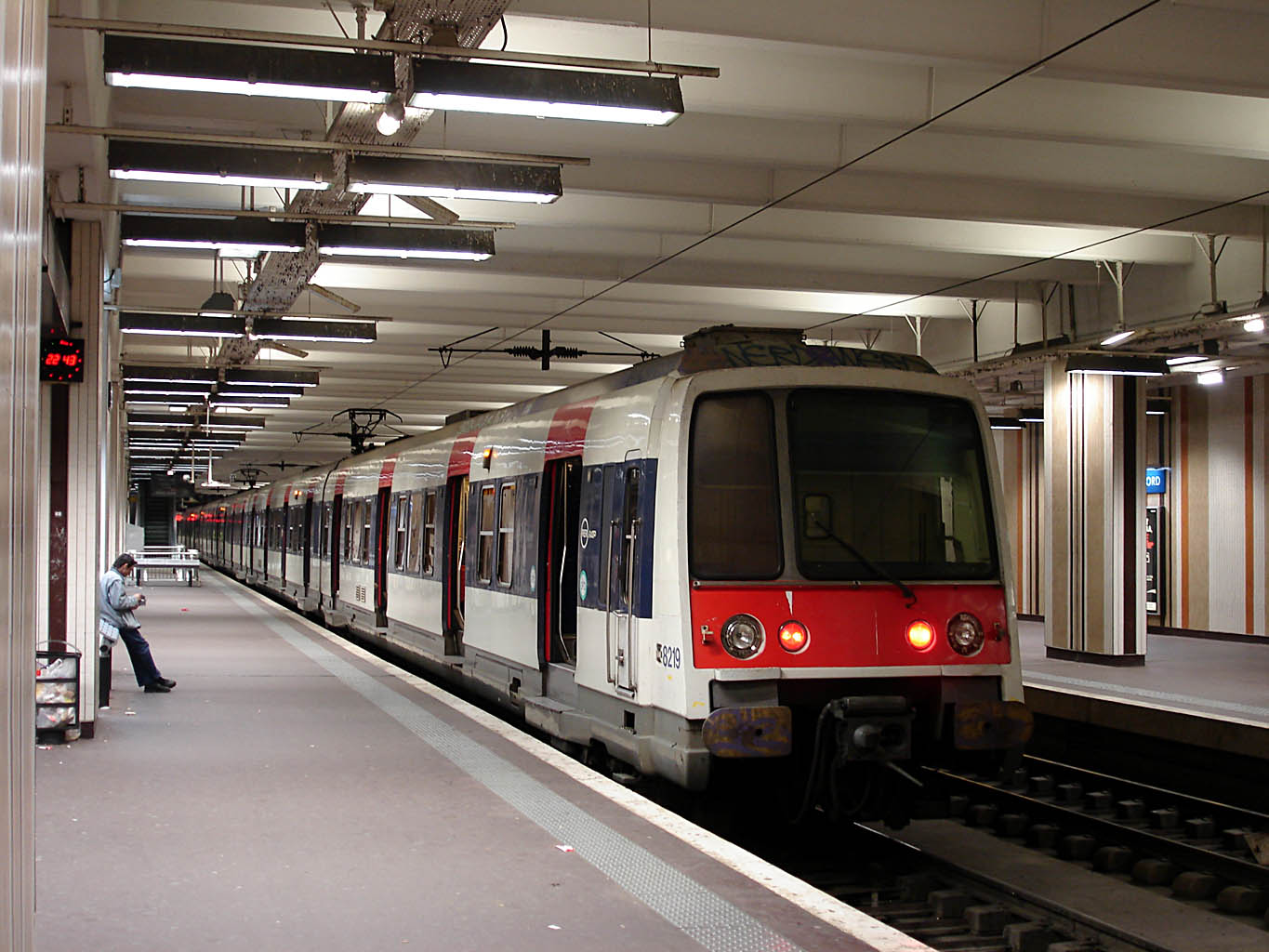
MI 79列车停靠在巴黎北站地面月台

RER B线使用MI 79型（这是RATP的命名，SNCF命名为Z 8100）和MI 84型（SNCF命名为Z 8400）列车。 
MI 79于1980年5月起陆续投入使用. 至今SNCF拥有50辆列车，RATP拥有69辆列车. 8辆MI 84于1998年自A线投入使用，MI 84所有权归RATP.  目前，根据RER B Nord+计划的需要，2012年以后又将有6辆MI 84自A线投入使用. MI 79和MI 84都是双伏特制式列车，能够适应北部市郊采用的25千伏特交变电流，以及RATP段采用1500伏特直流电流. 单辆MI 79和MI 84都拥有4节车厢，重联后可达8节车厢，并且MI 79和MI 84之间也可以重联。未重联的4节短车通常在深夜和周日使用. 另外，MI 79和MI 84之间有一些微小的差别，比如车厢之间的互通，这在MI 79是可行的，但MI 84则不可。由于生产年代的关系，列车开门或跨越车厢穿行都需要乘客手动操作。
1977年B线开通伊始，MI 79还未投递。线路上使用的是寿命已达40年的Z 23000列车，和少数自1967年投放的MS 61列车，这两种列车都只能适应RATP路段的1500伏直流电。1980年5月8日，MI 79开始投放，而根据RER A线客流增长的需要，1983年2月28日以后，MS 61全部转给A线，这样从那以后，B线上的列车为不断投放的MI 79，和准备退役的Z 23000。只是由于一家列车供应商遭遇倒闭，MI 79的投放被延迟，而Z 23000的退役自1984年10月1日开始。
1983年4月5日至1984年12月18日，A线的MS 61列车经历第一次大规模翻新，RATP相应的从B线调用了24辆MI 79给A线填补空白。同时，1985年的寒冬使得当时对冰冻十分敏感的MI 79列车出现了大面积故障，因此，RATP不得不让面临退役的Z 23000重新出山，同时对MI 79进行改良，将机械系统和电力系统进行分离，才解决了此类问题。1987年2月27日，最后4辆Z 23000退役. 此后，B线全部由MI 79列车运行，共计120辆，不过1995年和1996年的两次恐怖袭击炸坏了两辆列车，未炸坏的部分重新合并成一辆，这样，B线的MI 79计119辆。1998年，线上新增了8辆MI 84。

### 列车广播
2007年，MI 79列车车内经小幅翻新后，配有不完全的车载音视讯系统 (Système d'informations sonores et visuelles embarqué，但没有配备指示灯，仅有广播设备)，以方便乘客获得行车资讯。
- 列车进站时会报站两次，在一些站点还会用法语提示 "下车时请小心月台与车厢之间的空隙"。
  - （法语）Attention à la marche en descendant du train.

- 列车离开巴黎市区 (大学城和北站)，或者到达支線交汇点时，会广播 "请注意，本班列车开往XXXX站，将停靠XXXX站..../将直达XXXX站/将停靠所有车站，谢谢!"
  - （法语）Attention，ce train est en direction de XXXX，il s'arretera en gare de XXXX.../il est direct jusqu'à XXXX/il desservira toutes les gares，merci !

- 列车行驶中遇到前方不停靠的车站时亦会广播 "请注意，本班列车将直达XXXX站/本班列车将不停靠XXXX站，下一站为XXXX站，谢谢!"
  - （法语）Attention，ce train est direct jusqu'à XXXX/ce train ne s'arretera pas en gare de XXXX，prochain arret，XXXX，merci !

- 列车到达终点站时会用法语、英语、 西班牙语先后提示乘客落车 "终点站到了，请下车，谢谢!"
  - （法语）Terminus，veuillez descendre du train，merci !
  - （英语）This is the last stop，all passengers please leave the train!

- 列车到达安东尼站时会用法语、 英语、西班牙语先后提醒前往奥利机场的乘客换乘 "前往奥利机场的乘客请在此换乘!"
  - （法语）Correspondence pour l'Aéroport d'Orly !
  - （英语）Change here for Orly Airport!

- 列车空载返回前会广播提示乘客离开 "请注意，本班列车不载客，谢谢!"
  - （法语）Attention，ce train ne prend pas de voyageur，merci !

- 列车到达戴高乐机场站时会用法语、英语、西班牙语先后提示乘客 "我们即将到达戴高乐机场"
  - （法语）Dans un instant，nous arriverons à l'aéroport Charles de Gaulle，merci de vous préparer à la descente.
  - （英语）We will soon be arriving at Charles de Gaulle airport.
  - （西班牙语）Estamos llegando a l'aeropuerto Charles de Gaulle.

- 列车从始发站戴高乐机场二号航站楼开近戴高乐机场1号航站楼站时会用法语、英语、西班牙语广播提示乘客"戴高乐机场一号和三号航站楼到了。请带好您的随身物品"
  - （法语，两遍）Aéroport Charles de Gaulle 1，terminaux 1 et 3.
  - （英语）Alight here for terminals 1 and 3.
  - （西班牙语）Accesso a los terminales 1 y 3.
  - （法语）Merci de vérifier que vous n'oubliez rien à bord.
  - （英语）Please ensure you collect all of your belongings.
  - （西班牙语）Por favor no olviden recoger todo su equipaje.

### 运行时速
在SNCF路段，列车时速可达110-120公里，在RATP路段，时速达90-100公里. 若遇到特殊情况列车会限速行驶。

## 列车班次编码

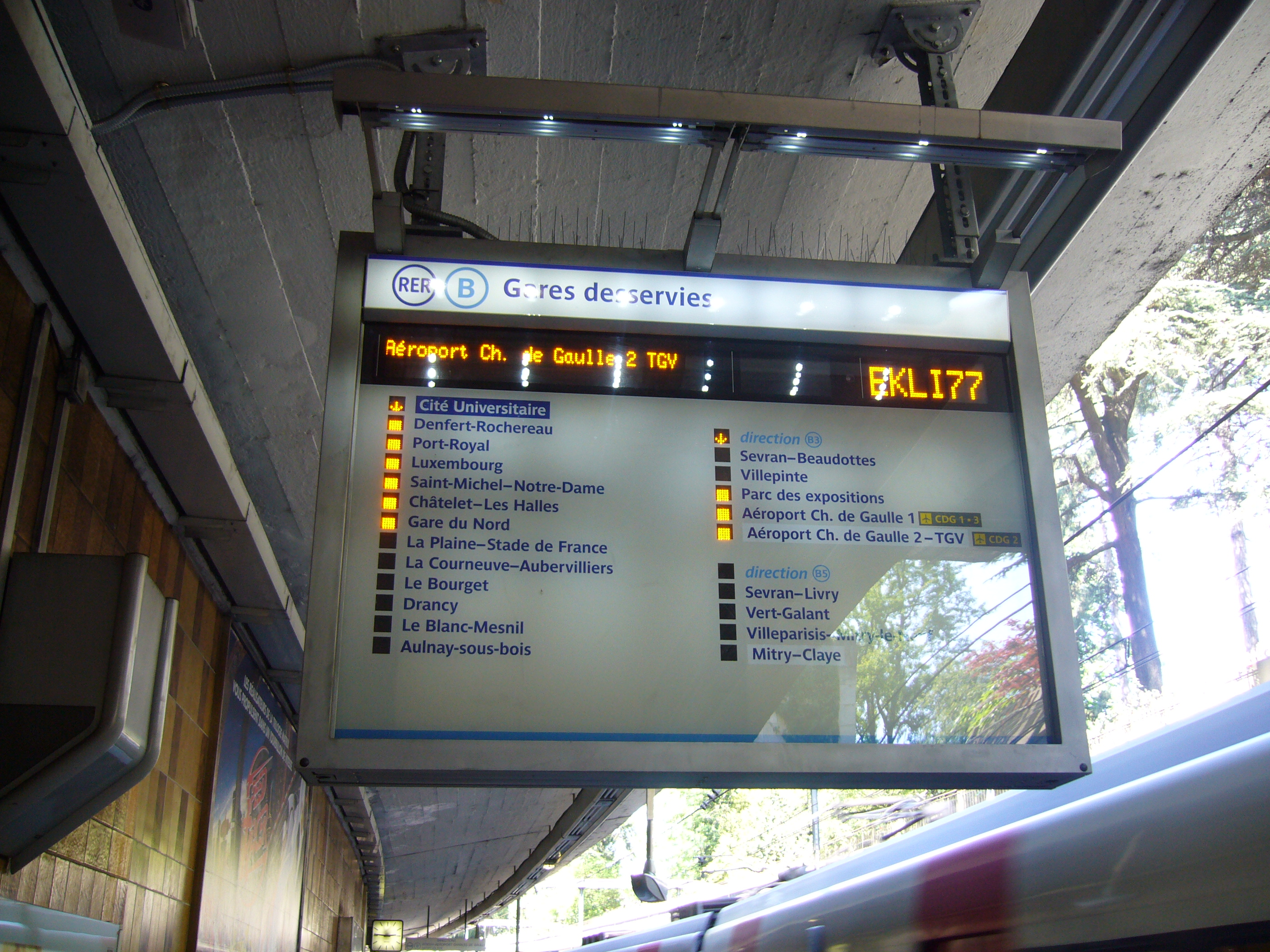
B线的停靠站电子显示牌显示停靠站和班次名

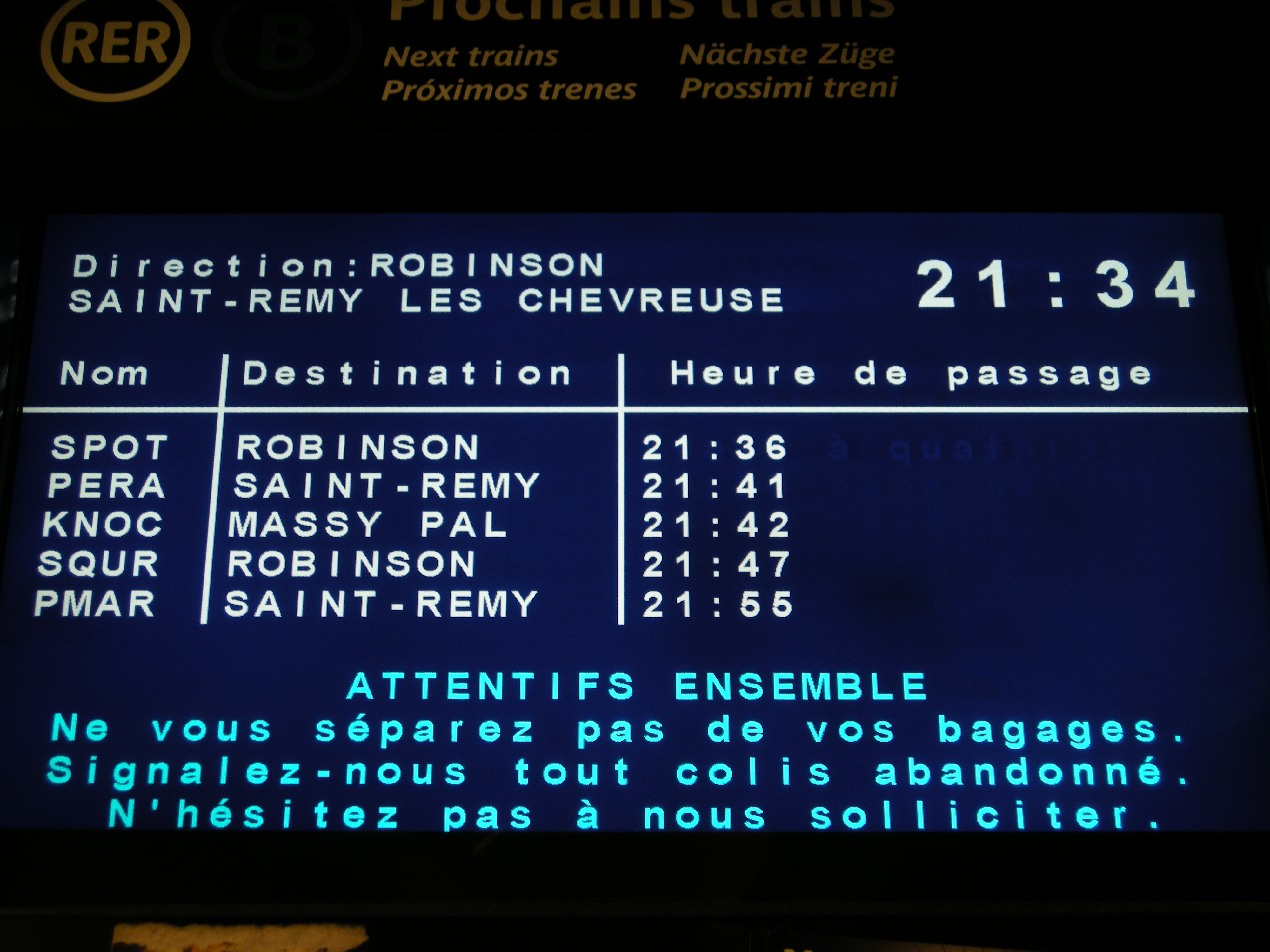
站内的列车时刻表显示器显示班次名和终点站

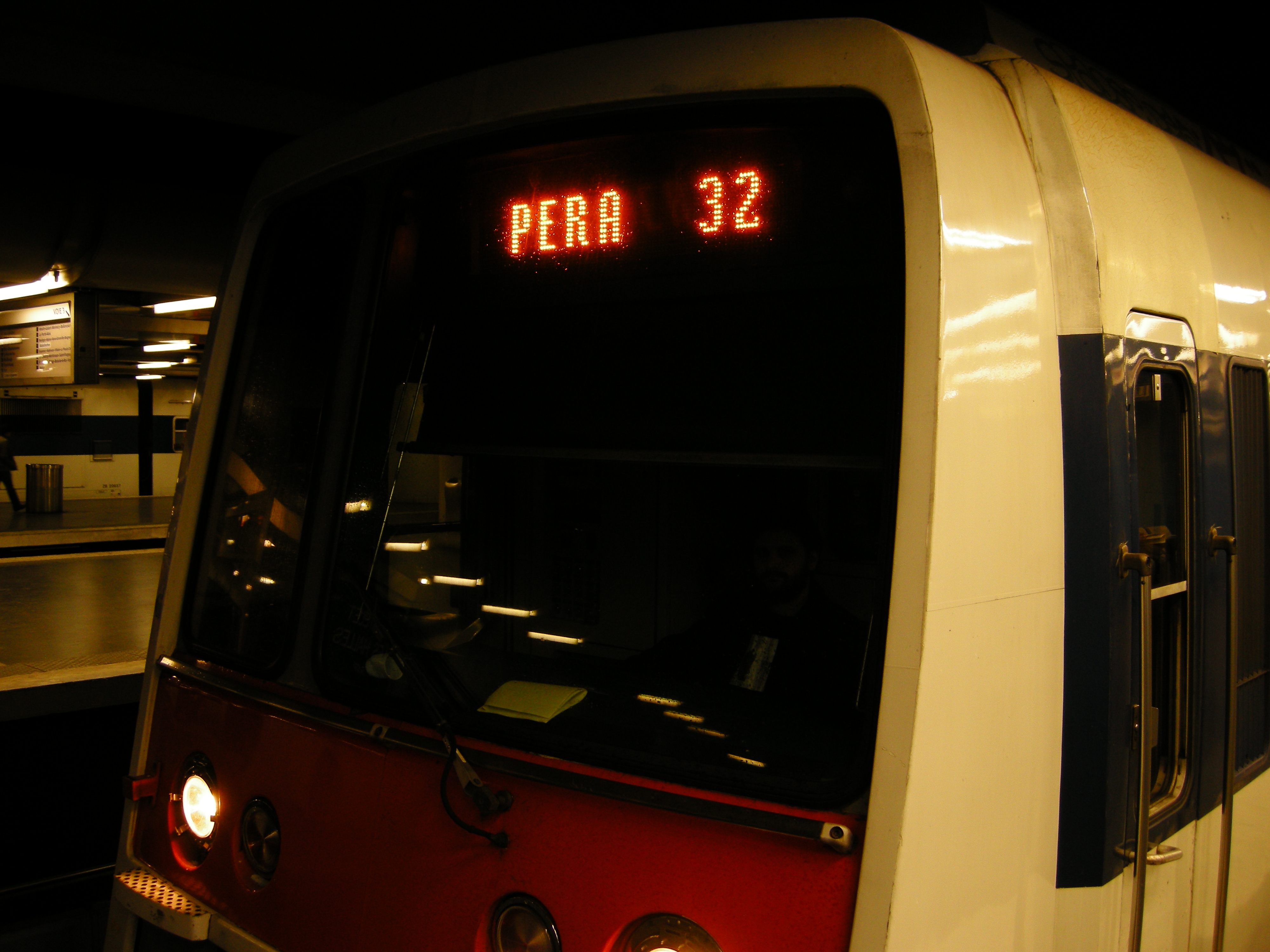
B线列车车头显示框显示班次名，几秒之后显示终点站名，这种交替系统自2007年翻新后配备

和其它区域快铁和法兰西岛区域铁路类似，RER B线亦采用班次编码系统来区分线路上的不同班次。
班次由4个英文字母组成，该英文字母序列将会出现在列车车头显示框内，车站内的列车时刻表显示器上，以及月台上的停靠站电子显示牌上。
班次编码大体按照以下规则:
1. 首字母代表本班列车的终点站（但首字母绝不和终点站的首字母相一致）。
A=巴黎北站，比如ABEL、AJAC
E=戴高乐机场二号航站楼站，比如EFLA、EKLI、EWIL
G=欧奈苏布瓦站，比如GHIR、GUSS
I=米特里-克莱站，比如ICAR、IQOI
J=当费尔-罗什罗站，大学城 (仅用作特殊情况)，比如JIBY
K=马西-帕莱索站，比如KROL、KMAR
L=奥赛站，比如LILI、LYRE
N=贝尔尼十字架站（仅用作特殊情况）
P=圣雷米莱舍夫勒斯站，比如PEPE、PERA、PSIT
Q=平原-法兰西体育场站，比如QORE、QART
S=罗班松站，比如SPAC、SPOT
U=拉普拉斯站，比如UBAN、ULLE
Z=洛泽尔（仅用作特殊情况）

2. 第二位字母代表本班列车停靠的一些要站，这在月台上的停靠站电子显示牌上会有显示。
3. 开头两个字母相同的班次编码表示两班列车终点相同，中途停靠站也大致相同，最后两位字母只是让班次编码便于发音和记忆，以及区分不同时间段的相同班次。
4. 除四个字母之外，后面还增加两位数字区别两个完全相同的班次编码 (四个字母均相同)，以表明该班次在一天中的顺序，开往B3和B5方向的列车采用奇数，开往B2和B4方向的采用偶数。
5. 若该班列车不载客，则第一,三位字母均为W，第二位字母表示终点，第四位字母表示起点. 比如WKWL表示从奥赛不载客回场到马西-帕莱索站的列车。
6. 特殊班次的慢车 (每一站都停靠)，首字母仍表示终点，第二位字母表示起点，最后两位均为Z. 比如PAZZ表示从巴黎北站开往圣雷米站的慢车。

## 日常运作

### 工作日清晨时分
每15分钟一班，有:
1. 往返于圣雷米站和米特里-克莱站之间的全程车IKUO和PAPY，列车不停靠欧奈和勒布尔歇之间的车站，在巴黎市区 (大学城) 以南只停靠皇后镇站、贝尔尼十字架站、安东尼站以及马西-帕莱索站和圣雷米站之间的所有车站.
2. 往返于戴高乐机场二号航站楼和马西-帕莱索站之间的区间车EMIR和KNUT，不停靠欧奈站和巴黎北站之间的所有车站.
3. 往返于欧奈苏布瓦站和罗班松站之间的区间车GAEL和SVIC，不停靠巴黎北站和勒布尔歇站之间的车站.

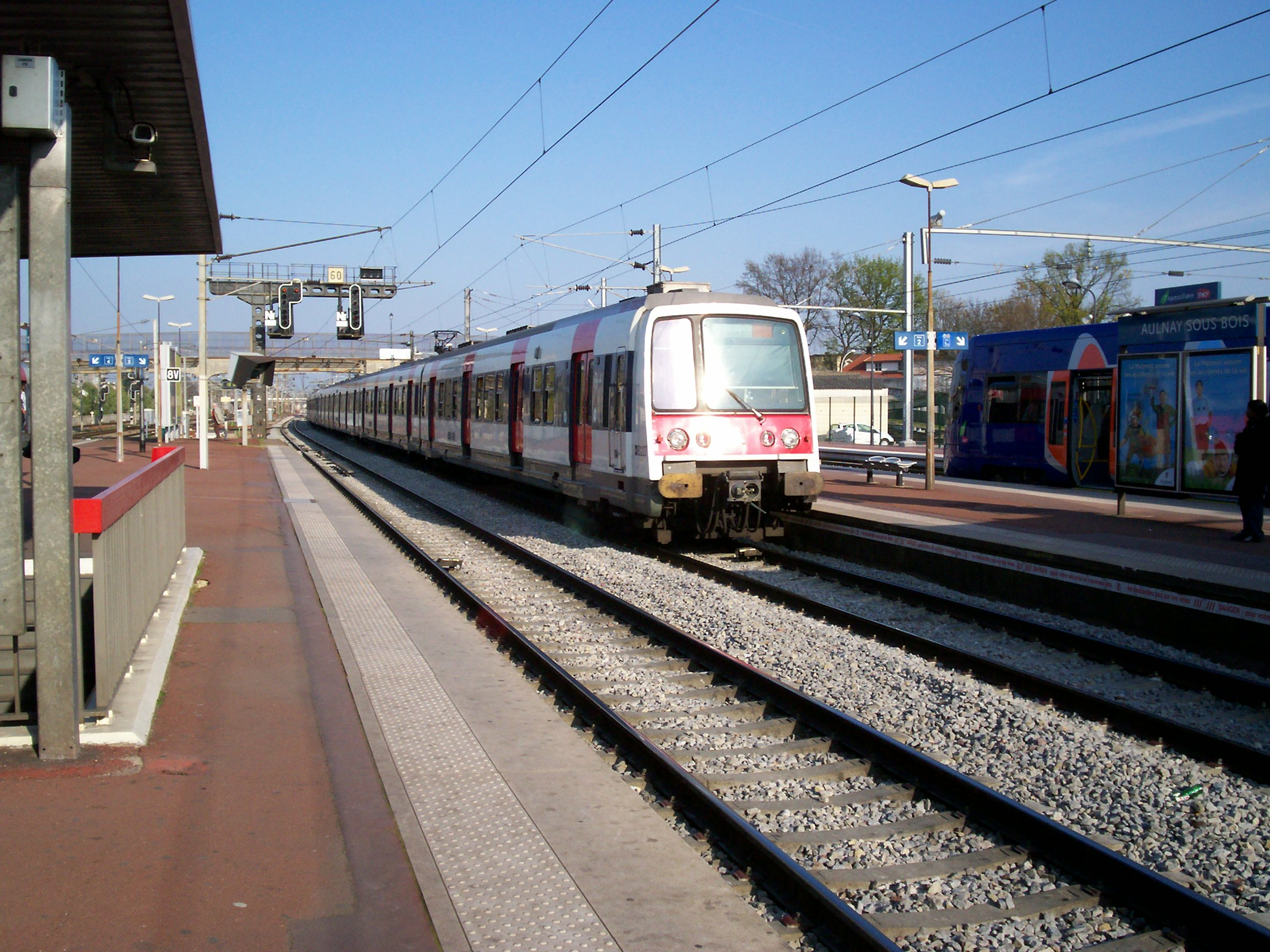
列车行驶在欧奈附近

4. 无论是工作日清晨或是节假日，第一班南行列车都在4时48分自米特里开出，而第一班北行列车都在4时56分自巴黎北站开出.

### 早班高峰
情况比较复杂，线路以巴黎北站为分界，南部RATP段和北部SNCF段有所不同.

#### 南部RATP段
在南部每12分钟一班:
1. 往返于罗班松站的列车，全程停靠.
2. 往返于马西-帕莱索站的列车，不停靠阿尔克伊-卡尚站和巴涅站.
3. 往返于奥赛的列车，在马西-帕莱索站和大学城之间只停靠安东尼站、贝尔尼十字架站、皇后镇站、巴涅站和拉普拉斯站，其余车站均停靠.
4. 往返于圣雷米的列车，在奥赛站和大学城之间只停靠马西-帕莱索站、莱巴科内、安东尼、皇后镇、阿尔克伊-卡尚和让蒂伊，其余车站均停靠.

#### 北部SNCF段
在北部每15分钟一班:

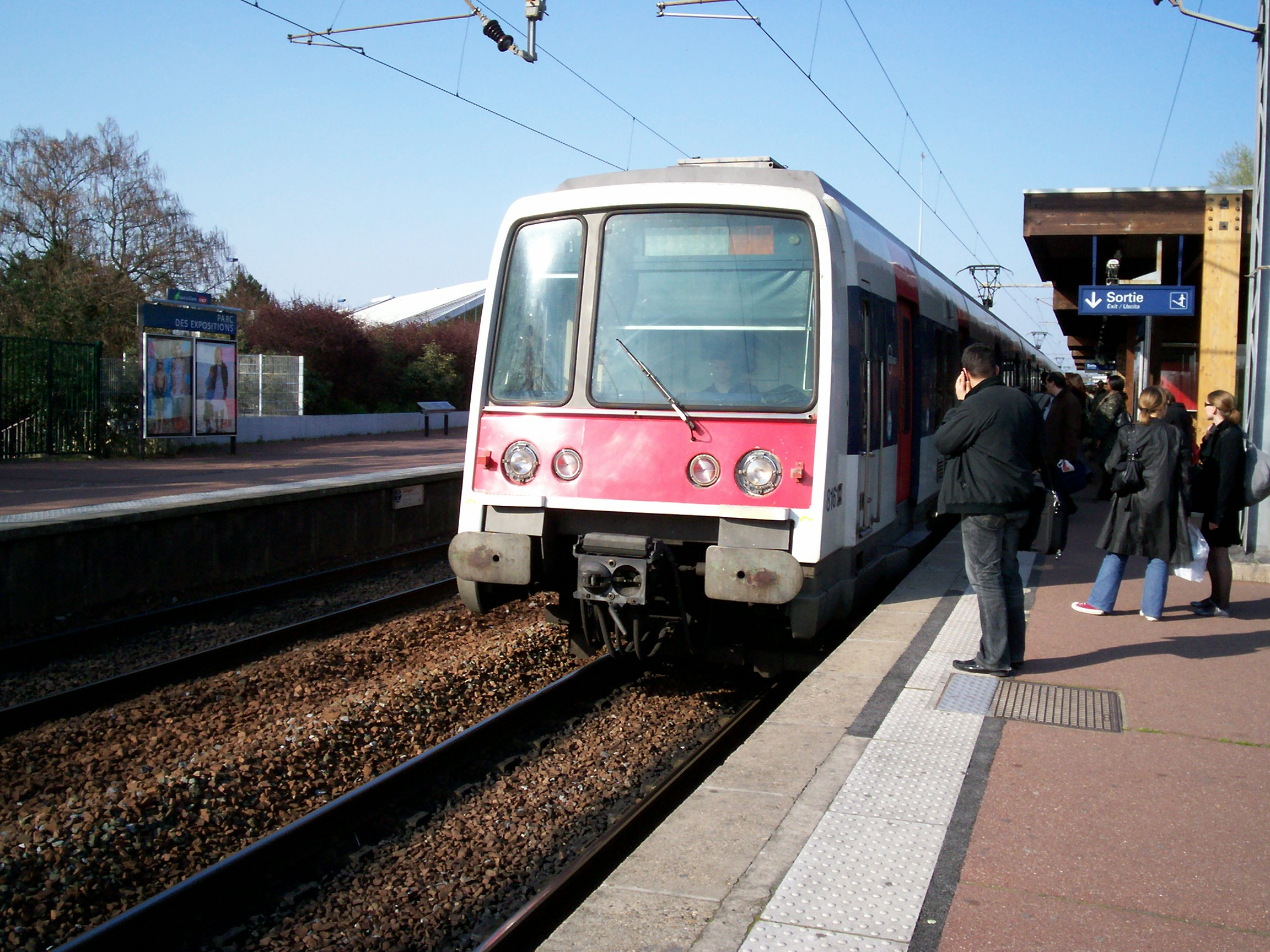
停靠在会展公园的区间车LETO

1. 南行列车，出发自机场二号航站楼，不停靠欧奈苏布瓦站和巴黎北站之间的所有站，但拉库尔讷沃-欧贝维利耶站除外，比如区间车KTAR
2. 南行列车，出发自机场二号航站楼，不停靠欧奈苏布瓦站和勒布尔歇站之间的车站，比如区间车LETO
3. 南行列车，出发自米特里-克莱站，不停靠欧奈苏布瓦站和巴黎北站之间的所有站，比如全程车PJAB
4. 南行列车，出发自米特里-克莱站，不停靠欧奈苏布瓦站和平原-法兰西体育场之间的所有站，比如全程车SIAM
5. 南行列车，出发自欧奈苏布瓦，不停靠欧奈苏布瓦站和巴黎北站之间的车站，比如区间车PULE
6. 北行列车，开往机场二号航站楼，不停靠巴黎北站和欧奈苏布瓦站之间的车站，比如全程车ENZO
7. 北行列车，开往机场二号航站楼，不停靠勒布尔歇站和欧奈苏布瓦站之间的车站，比如全程车EWOK
8. 北行列车，开往欧奈苏布瓦，不停靠巴黎北站和勒布尔歇站之间的车站，比如区间车GUSS
9. 北行列车，开往米特里-克莱站，不停靠巴黎北站和欧奈苏布瓦站之间的车站，比如区间车IMRE
10. 北行列车，只开到平原-法兰西体育场站，比如区间车QORE
这样，南部有4种往返方式，北部有5种往返方式，排列组合得到1小时之内有20班列车，平均3分钟就有一班车 (无论是往哪个终点站的列车)，但由于各车次快慢不一，因此列车间隔时间也长短不一。

### 早班后高峰
各班列车依次轮替，但7点33分以后从机场出发的南行列车，以及7点47分后从米特里出发的南行列车班次发生变化，发车频率改为15分钟一班 (北行列车保持原有频率和循环直至高峰时段结束). 此时有5班南行列车，每15分钟有一班:
1. 从机场二号航站楼开往圣雷米的全程车PLAN，SNCF路段不停靠欧奈苏布瓦和勒布尔歇之间的车站，RATP路段巴黎以南只停靠皇后镇站、贝尔尼十字架站、安东尼站，以及马西-帕莱索站和圣雷米站之间的所有车站。
2. 从机场二号航站楼开往马西-帕莱索站的区间车KJAR，在欧奈苏布瓦站和巴黎北站之间只停靠拉库尔讷沃-欧贝维利耶站，其余所有站均停靠。
3. 从欧奈站开往罗班松站的区间车SVIC。
4. 从米特里-克莱站开往拉普拉斯站的区间车ULLE，不停靠欧奈站和巴黎北站之间的所有站。
5. 从米特里-克莱站开往拉普拉斯站的区间车UBAN，不停靠欧奈站和平原-法兰西体育场站之间的所有站。
9点以后开出的列车转换为非高峰日班.

### 晚班高峰

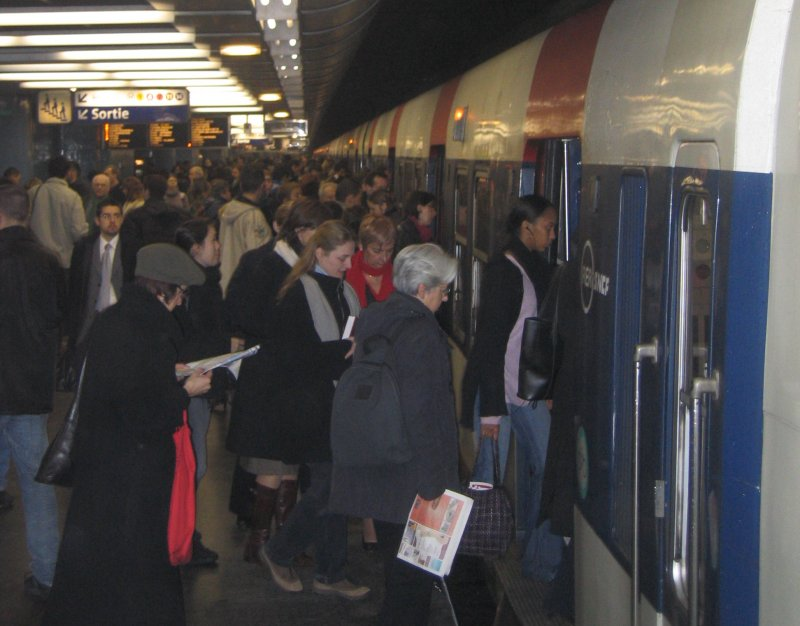
高峰时段的沙特莱-大堂站

班次的运作与早班高峰恰好相反，这一点在SNCF段尤为突出. 比如，从平原-法兰西体育场站有列车出发南行，但不再有列车以此站为返程终点，这与早班高峰南北对称. 所有的列车班次仍然是12分钟一班。 

### 晚班后高峰
但到了18点，列车变为15分钟一班. 每15分钟内，有4班南行列车：
1. 机场二号航站楼到圣雷米的全程车PSIT，SNCF段不停靠欧奈和勒布尔歇之间的车站，RATP段停靠站与早班高峰往返圣雷米的列车停靠站相近。 
2. 机场二号航站楼到奥赛站的区间车LYRE，SNCF段不停靠欧奈站和平原-法兰西体育场站之间的车站，RATP段停靠站与早班高峰往返奥赛站的列车停靠站相近。
3. 米特里-克莱站到马西-帕莱索站的区间车KMAR，SNCF段不停靠欧奈站和巴黎北站之间的车站，RATP段停靠站与早班高峰往返马西-帕莱索站的列车停靠站相近。
4. 欧奈站到罗班松站的区间车SVIC、SVAN，一天之内多次出现的运行方式（清晨时分，早班后高峰均出现过SVIC）。 
这种后高峰时段的班次和高峰时段的班次最大的不同，就是仅仅把RATP段和SNCF段的往返方式进行一对一的简单配对，而并非是4*5的排列组合。
而后经过短暂过渡PLUS (和早晨的PLAN相同)，19时10分后的发车转为非高峰晚班车。
相对应的，每15分钟内，有4班北行列车：
1. 圣雷米站到机场二号航站楼的全程车EWIL，PSIT的返程车。
2. 奥赛站到米特里-克莱站的区间车IQOI，RATP段为LYRE的返程车，SNCF段不停靠巴黎北站和勒布尔歇站之间的车站。
3. 马西-帕莱索站到机场二号航站楼的区间车ELAS，RATP段为KMAR的返程车，SNCF段不停靠巴黎北站和欧奈站之间的车站。
4. 罗班松站到米特里-克莱站的全程车IGNY，RATP段为SVIC的返程车，SNCF段不停靠欧奈站和平原-法兰西体育场站之间的车站。
和南行列车类似，北行列车也是一对一的简单配对。
19时40分后的发车转为非高峰晚班。

### 非高峰时段和节假日全天
列车15分钟一班. 有以下班次：

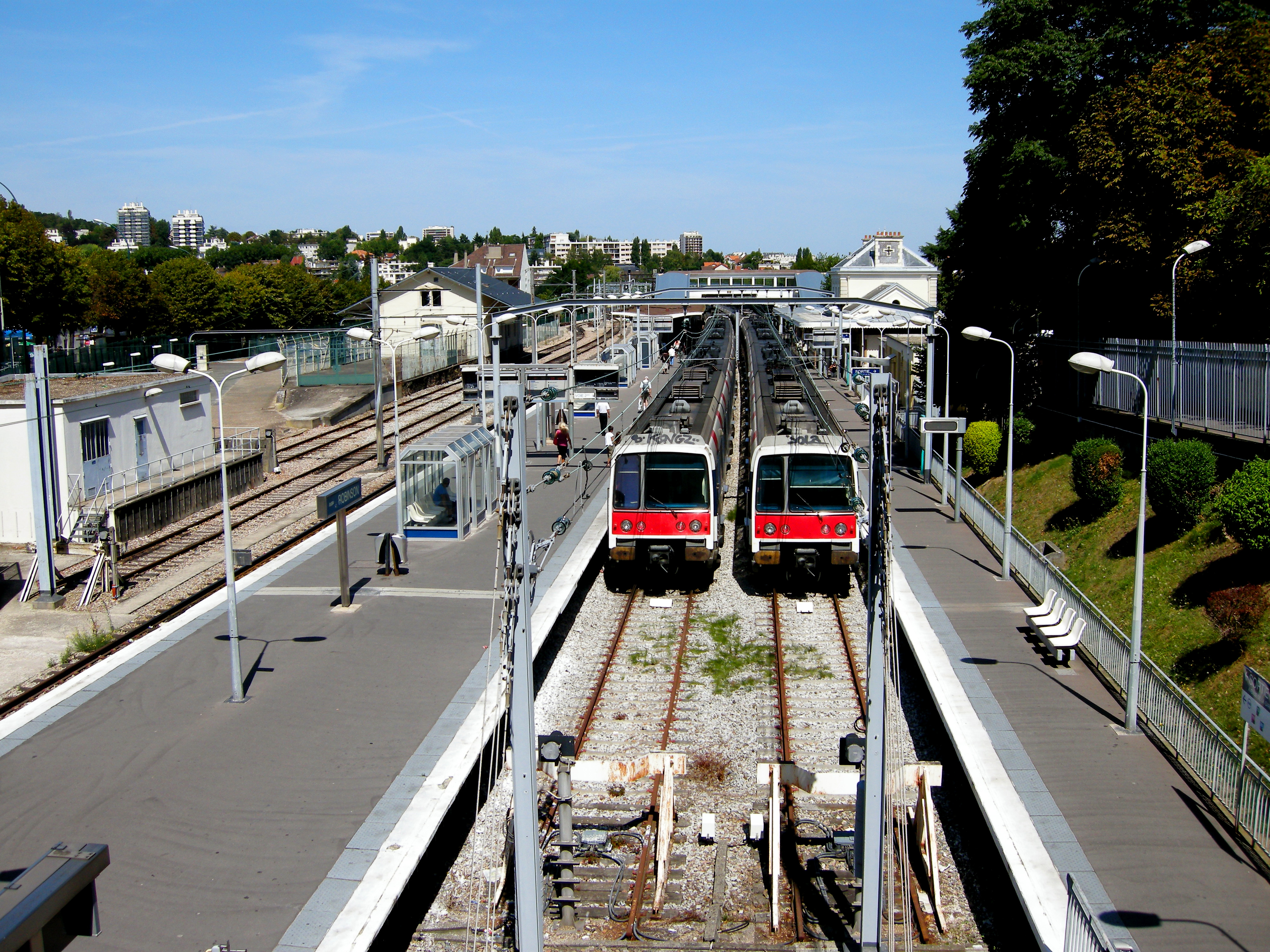
2部MI79列车停靠在罗班松车站

1. 往返于机场二号航站楼和圣雷米站的全程车EFLA（白天北行）、EFOC（夜晚北行）、PEPE（白天南行）、PERA（夜晚南行）。在马西-帕莱索站和大学城站之间只停靠皇后镇站、贝尔尼十字架站、安东尼站，其余所有站均停靠。
2. 往返于机场二号航站楼和马西-帕莱索站的区间车EKLI（白天北行）、EKIL（夜晚北行）、KROL（白天南行）、KRIN（夜晚南行）。不停靠巴黎北站和机场一号航站楼之间的所有车站，但如果会展公园站有大型会展活动就将停靠。
3. 往返于罗班松站和米特里-克莱站的全程车ICAR（白天北行）、ICRE（夜晚北行）、SPAC（白天南行）、SPOT（夜晚南行）。在平原-法兰西体育场站和欧奈站之间只停靠勒布尔歇。其余所有站均停靠。
4. 平常工作日，大致自9点至17点之间为非高峰日班，20点至21点15分为非高峰晚班. 节假日则以17点至18点为过渡分界区分早班和晚班。

### 夜班车
21时15分后，列车转入夜班运作方式，直至末班.
1. 自米特里-克莱站开往罗班松站的SPOT及其返程车ICRE照旧运行数班. 
2. 多出一个名为JIBY的班车，自机场二号航站楼开往当费尔-罗什罗站. 不停靠机场一号航站楼和巴黎北站之间的所有车站，但夏季例外. 其对应返程车为EEVE，仅有一班，后一班EYLO却全程停靠。
3. 自机场二号航站楼开往马西-帕莱索站和圣雷米站的班车KDIT和PMAR，不停靠大学城站和皇后镇站之间的所有车站，其余车站均停靠. 其对应的返程车分别为ERNE和EOLE.
4. 23时20分后，班次逐渐稀少，但复杂性不减。
5. 凌晨1时16分最后一班南行列车SCOP到达罗班松站，最后一班北行列车IONA到达米特里-克莱站.

### 暑假运作
每天的7月和8月，列车的班次会调整为夏季班次，届时运作将更为复杂
1. 班次变得较其他季节稀疏，非高峰时段21分钟一班，高峰时段15分钟.
2. 高峰班次有限制，在7月，早班高峰时只有北行列车具有"高峰特性"，晚班高峰时只有南行列车具有"高峰特性"，即不同路段的车站之间互相分流，8月高峰车基本消失.
3. 班次编码修改，以彰显其时令特殊性. 比如EFLA班次被改名为EFLE (停靠站不变)，PEPE被改名为PELE，PSIT部分被改名为PSOU，LILI部分被改名为LISA. 但亦有不少班次名被保留，比如IDES，EXIL，GAEL，EBRE，PLUS等.
4. 列车运作变化较多. 
- 清晨时分，原来的IKUO和PAPY缩短至以欧奈站为终点，变成GRYZ和PZET; 相应的，GAEL和SVIC延长至米特里-克莱站，变成INIA和STAR.

- 早班高峰，北行列车由IDES，EXIL，ELAN和GAEL轮替. ELAN和ELAS(见上文)相同，IDES在RATP段和EWIL相似，在SNCF段不停靠巴黎北站和欧奈站之间的车站，EXIL在RATP段和IQOI相似，在SNCF段不停靠勒布尔歇和欧奈苏布瓦之间的车站.

- 晚班高峰，南行列车由PSIT (PSOU)，LILI (LISA，比LYRE少停靠法兰西体育场)，KMAR (KMOL)，SVIC (SVAN)轮替.

- 白天非高峰时段和节假日白天，往返米特里-克莱站和罗班松站的列车变为慢车IODE和SCOP，每站都停靠.

- 晚间非高峰时段和节假日晚间，原本的EFOC在巴黎北站以北改为开往米特里-克莱站的慢车IWOL，原本的EKIL相应的改为开往机场的慢车EZAN，原本的ICRE相应的改为从巴黎北站直达机场的快车EDAM.

### 特殊情况

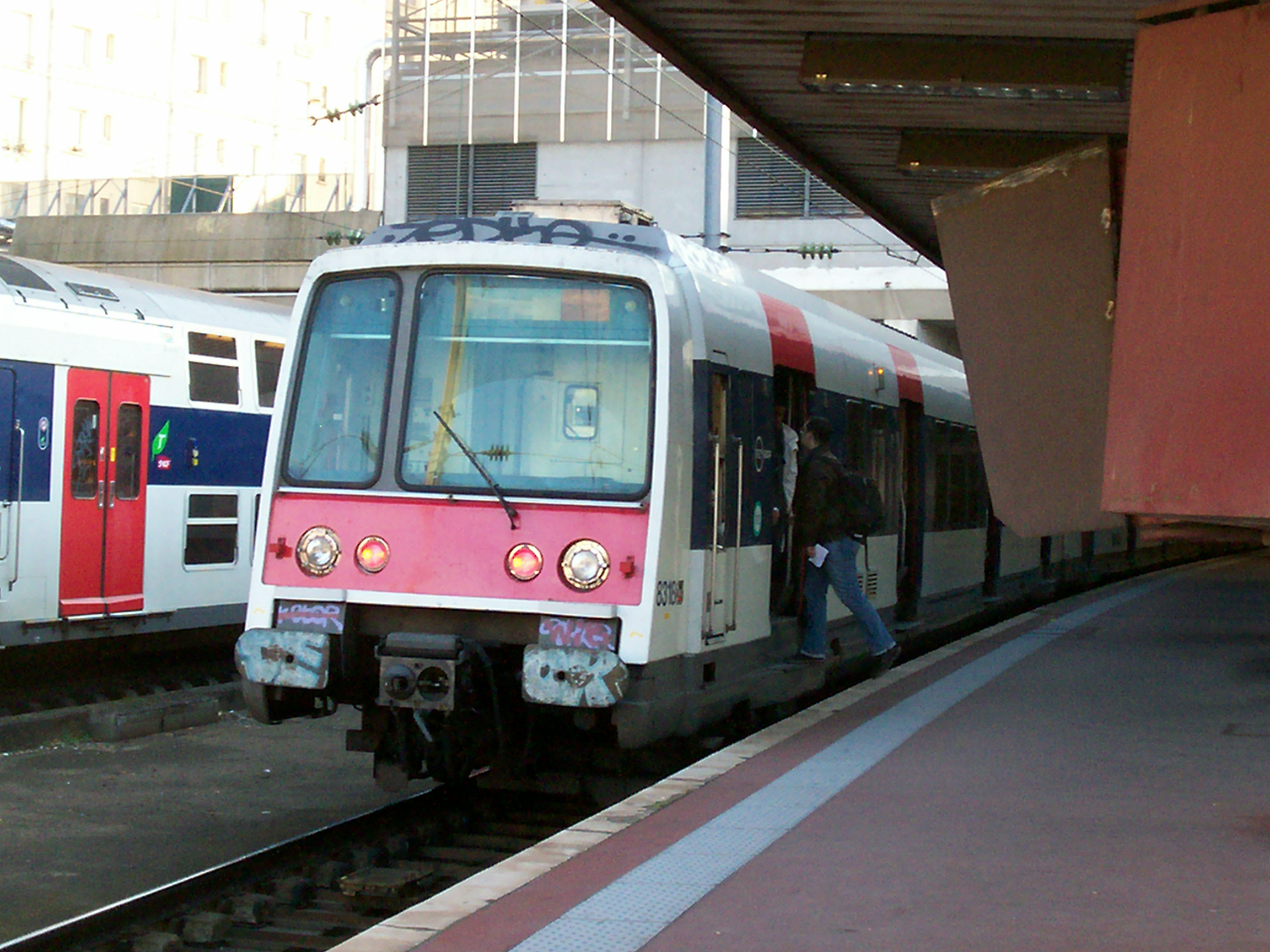
南北互通中断时SNCF段列车改到地面月台发车

1. 如果遇到相关技术故障，导致南北段的互通中断，RATP段B线所有班次北端终点为巴黎北站地下月台或当费尔站，由此往返马西-帕莱索站，圣雷米站和罗班松站的列车有时为慢车，有时与非高峰时段班次相似，SNCF段的巴黎北站发车点由地下月台转移至地面月台，即远郊车月台，由彼处往返机场和米特里-克莱站的列车改为慢车. 
2. 如果线路出现设备或调度故障，短时内无法恢复正常，则正常班次将被取消，增开非常班次的列车，比如PVET，LAZZ，ECLU，ITOU，GENE等.
3. 如果由于重大节日而通宵运营，则列车提供免费乘坐，这时列车为慢车，每个车站都停靠.
4. 如果法兰西体育场有大型比赛，则列车增开特殊班次，以便球迷前往观看比赛和返回.
5. 如果SNCF工人罢工，RATP段的运行情况与第一项特殊情况类似，SNCF段列车停运，或也与第一项特殊情况类似.

## 车站设施

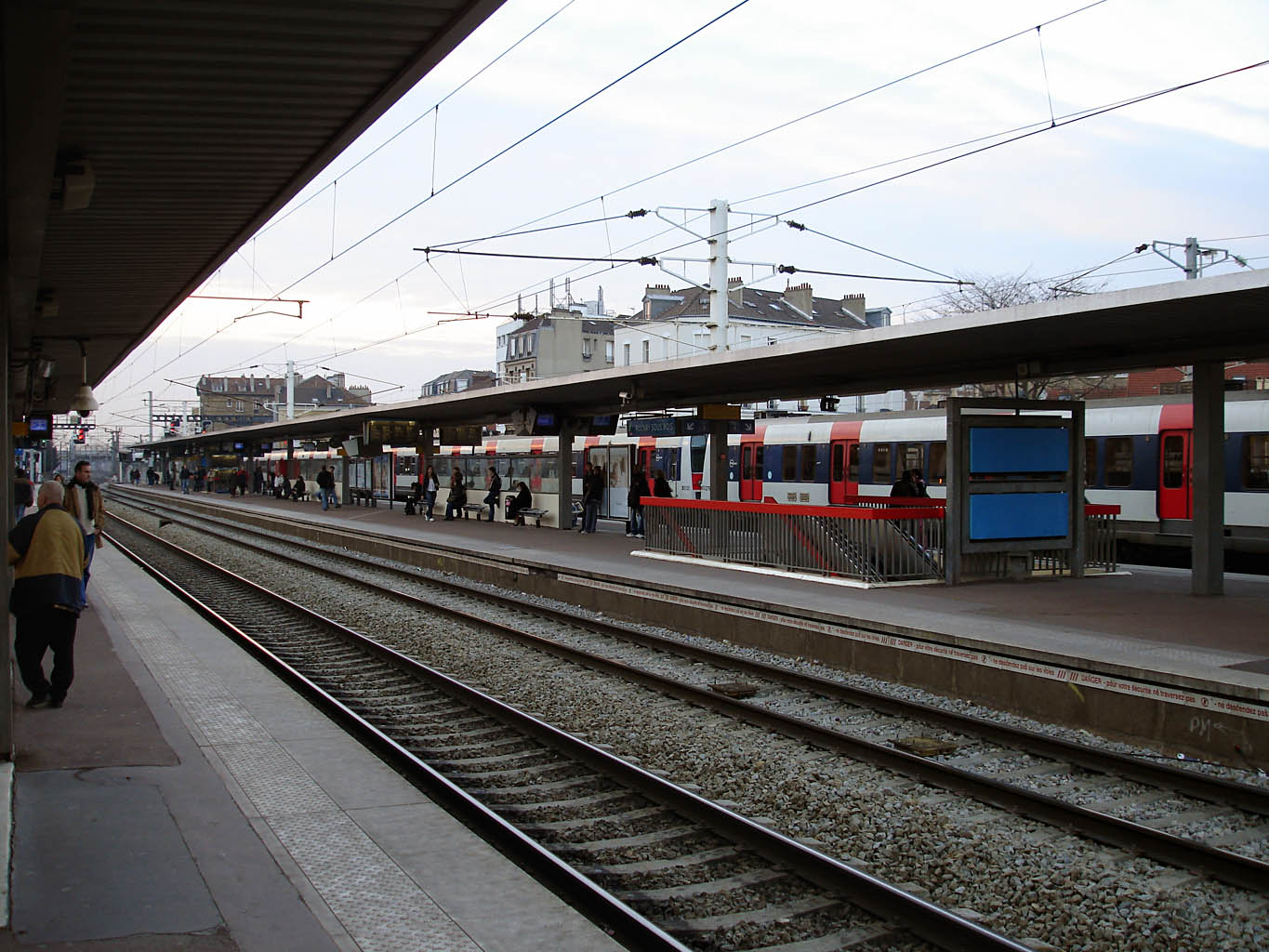
欧奈车站，B线和国铁局其他路线共用

除皇港到巴黎北站的5个地底车站外，其余所有车站均为地面或架空车站，RATP段的大部分车站都设有两个侧式月台，左上右下. 但在各个支線终点站，区间车终点站，支線交汇点，快铁转乘站则会引入岛式月台或多个侧式月台进行辅助. 以方便列车掉头返回和乘客进行跨月台转乘. 比如皇后镇为B2、B4支線交汇点，设有4个侧式月台，马西-帕莱索站为区间车终点站，设有2个岛式月台，奥赛站和拉普拉斯站在高峰时段为高峰车终点，设有1个岛式月台和1个侧式月台。
在SNCF路段，由于和国铁公司其他铁路线共用铁道，从巴黎北站到米特里-克莱站之间的车站都有多个岛式月台和侧式月台。
全线车站都设有自动售票机，咨询处，列车时刻表显示器，除在B2支線和B4支線奥赛车站以下南行段之外，其余车站南北行段均在站台上设立"停靠站电子显示牌". 部分车站设有残障人士设施和升降机，大型车站还设有Navigo充值卡的办理点。

## 线路质量反馈

### 客流量
B线呈南北向连接了巴黎市郊，方便了郊区的通勤族快速纵向穿越巴黎市区上下班. 此外，B线的走向还在一定程度上减轻了地铁4号线和巴黎北站远郊路网的负荷. 现如今，B线的年客流量和地铁4号线大致相当。
| 年份          | 1992  | 1993  | 1994  | 1995  | 1996  | 1997  | 1998  | 1999  | 2000  | 2001  | 2002  | 2003  | 2004  | 2005  | 2006  | 2007  |
| 客流量 (百万) | 130,4 | 127,9 | 127,5 | 113,7 | 122,3 | 121,3 | 130,5 | 140,1 | 141,5 | 149,2 | 150,9 | 149,2 | 165,1 | 166,0 | 169,2 | 160,7 |

### 主要问题
但1987年开通大区快铁D线时，本来计划中线路经过共和广场，后来为节省成本，线路改道沙特莱-大堂站，并且与B线共用隧道. D线南北互通后，B线的正点率就一直受到严重干扰. 特别是在高峰期，一小时有超过30班列车通过隧道，情况更加糟糕. 2008年，B线准点率仅为80%，即每5班列车中有1班晚点或被取消. 而根据法国《世界报》获取的RATP内部数据，以及STIF散发的统计数据表明，延迟率为33%~45%之间，视线路支線而定. 2010年，官方数据显示准点率有略微上升，至81.5%，不过却在法兰西岛所有通勤铁路中名列榜尾. 另外，由于时常受到罢工，线路设施老化，故障等影响，B线的健康度这几年一直都不尽如人意. 
另外，B线是法兰西岛各条通勤铁路中犯罪率最高的线路之一. 据巴黎人报 (Le Parisien) 2010年4月报道，近年来B线上人身安全侵犯事件发生率大幅上扬，特别是抢劫. 单是2008年至2009年中RATP管理的路段，盗窃和人身侵犯就比去年同期增长了47.5%，RATP和巴黎警局拒绝对此进行解释. 11月，安莎运输公司 (Unsa-Transports) 指出，在北部SNCF路段，暴力犯罪日趋严重，特别是在塞夫朗和会展公园之间，SNCF对此解释说正在设法解决，只是因为车站视频监控效果不佳，对此无能为力. 而这种情况已持续多年，早在1990年代末，SNCF就把低峰期往返巴黎北站和戴高乐机场之间50%的列车都改为直达车 (如前面所述的EKLI和KROL班次)，以减轻乘客所遭受的暴力侵犯风险.

## 未来计划

### RER B Nord +计划

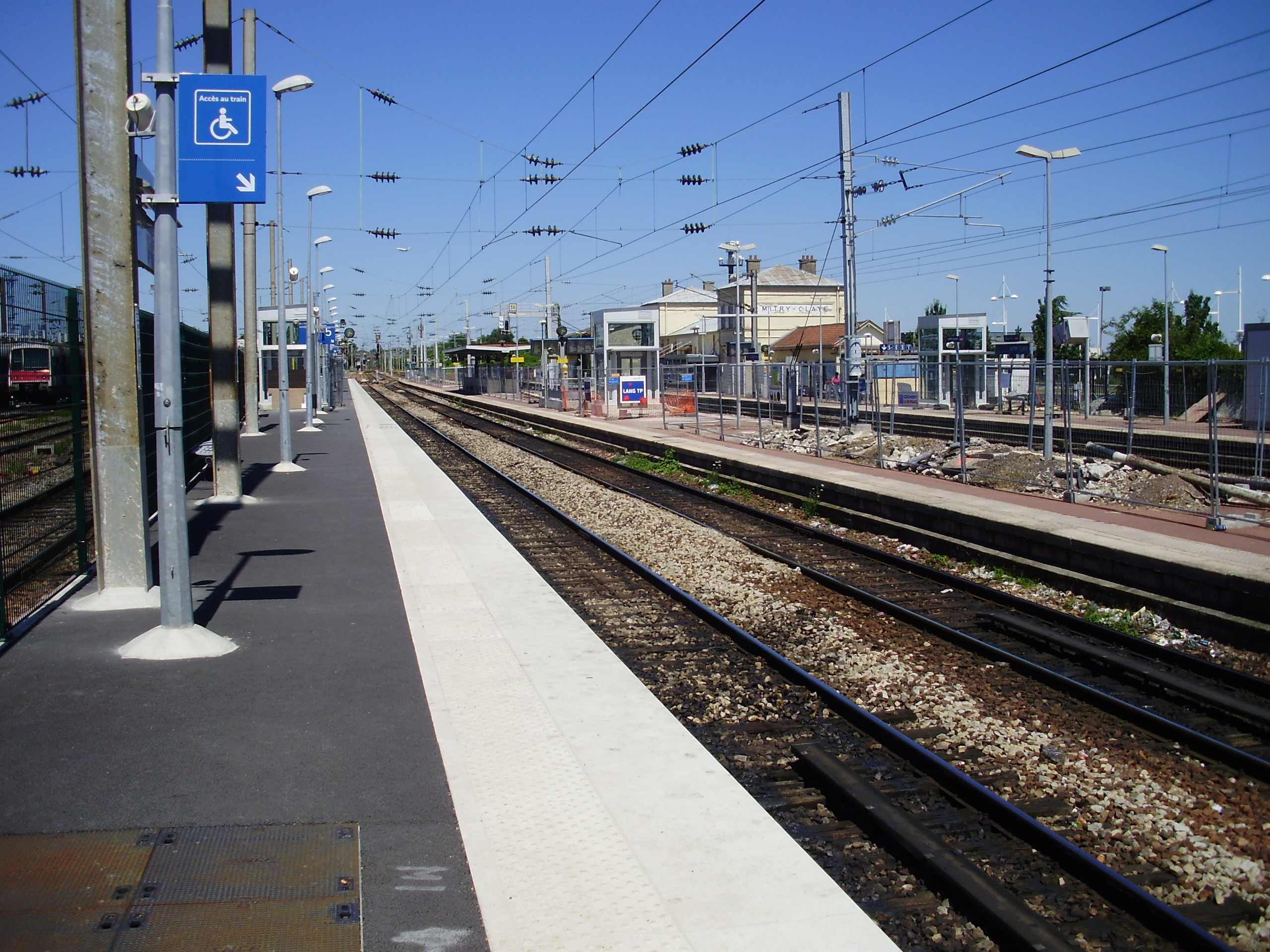
米特里-克莱站，在Nord +计划中其月台已于2010年夏完成增高

预计到2012年底，根据Nord +计划的进度，巴黎北站以北的SNCF路段将会有2条路轨专供RER B线使用，届时，彼处的班次将全部改为慢车 (非高峰期的直达车除外)，以简化运作方式，这遭到了不少选民和乘客的反对. 另外，新信号系统的安装也在进行之中以适应运作方式的变更，预计到2012年完成. B3支線上 (欧奈-机场) 正在安装一种特殊信号系统，叫做IPCS，便于故障时列车可以从反向路轨前进. 另外，会展公园站和米特里-克莱站都正在新增一条路轨，用于运行故障或延误的列车避让. 米特里站附近还将新建一个变电站，以保障电力正常供应. 
为了增强旅客上落车时的安全性，SNCF路段的月台高度正在加高中，米特里支線的加高已于2010年夏完成，机场支線也于同年末季度完成，目前仅剩余欧奈-法兰西体育场之间未加高。
SNCF路段的班次改为慢车后，高峰期全线的列车运作将得到大幅调整，届时，全线各处的发车频率都为12分钟一班车，包括：
1. 往返于机场和圣雷米站的列车，在奥赛站和大学城站之间只停靠马西-帕莱索站、莱巴科内站、安东尼站、皇后镇站，阿尔克伊-卡尚站和让蒂伊站，其余车站均停靠。
2. 往返于米特里-克莱站和奥赛站的列车，在马西-帕莱索站和大学城站之间只停靠安东尼站、贝尔尼十字架站、皇后镇站、巴涅站和拉普拉斯站，其余车站均停靠。
3. 往返于机场和马西-帕莱索站的列车，仅不停靠阿尔克伊-卡尚站和巴涅站。
4. 往返于法兰西体育场和罗班松站的列车 (此为早班北行和晚班南行列车，早班南行和晚班北行列车的起点和终点均北延至米特里-克莱，也是全程停靠)，全程停靠。
而非高峰期和节假日的罗班松-米特里-克莱往返车 (即前文所提及ICAR / ICRE和SPAC / SPOT) 将停靠全程所有车站，不再越行。

### 南部路段规划
B线RATP路段的服务质素也将在未来得到改善，包括准点率，列车翻新和线路设施等. 约到2025年，现有的列车将得到更换，新列车将伴随着线路中心路段设备优化一起投放使用，对于中心路段设备优化，可能是安装新的信号系统，也可能是在沙特莱-大堂站和巴黎北站之间新辟一条隧道，由经济效益研究结果决定。

### 列车翻新

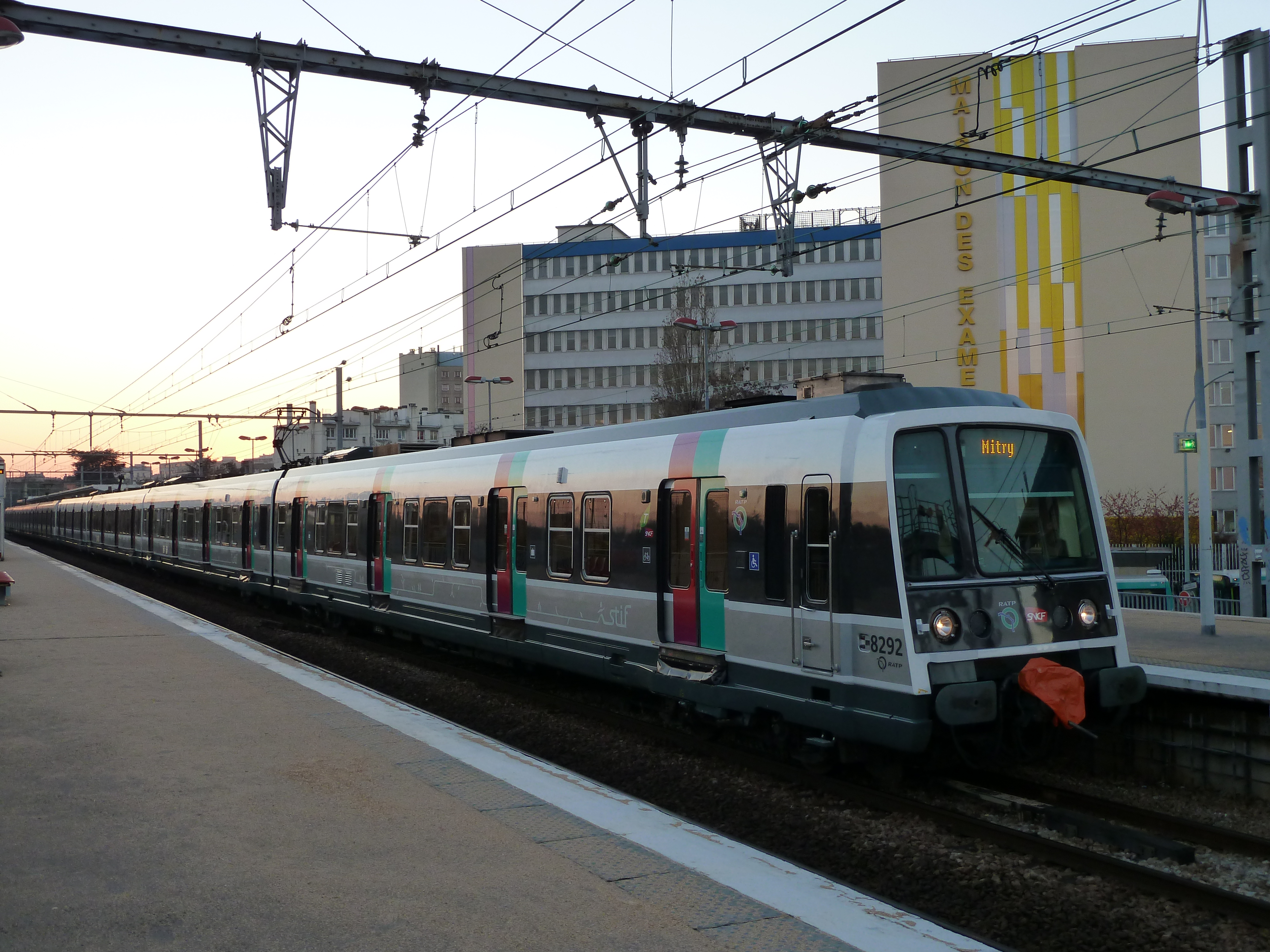
已翻新的MI 79外观

从2010年至2013年，B线的119辆MI 79列车将陆续得到翻新，将耗资2.75亿欧元. 包括更换车内部件，安装空调设备，更换新座椅，移除活动椅板，改善照明，安装监控设备. 同时，原有的"白红蓝"三色车身将更换新的涂装，包括STIF的标示，灰色调，RATP的碧绿色和SNCF的酒红色. 第一辆翻新的MI 79列车于2010年12月7日正式投入运营.现在所有的MI79型列车均为翻新版。
另外，根据Nord +计划，又有6辆MI 84自A线投入B线，预计将额外耗资172万欧元翻新. 为了补偿MI 84离去造成的运力缺失，原本计划要退役的10辆MS 61也进行了翻新，耗资1225万欧元. 列车翻新的资金近50%由STIF负责，RATP和SNCF分担剩余的部分.当前MS61型列车也已经全部退役。

### 准点率提高措施
B线和D线在沙特莱-大堂站和巴黎北站之间共用隧道严重影响了两条线路的准点率，有关新辟一条隧道的计划正在研究中，但需要较长时间。

### B5延伸段
2008年9月25日，法兰西岛委员会通过了由法兰西岛规划办提出的B线延长方案，将从米特里-克莱向东延长三个站至达马尔坦-瑞伊-圣马尔 (Dammartin - Juilly - Saint-Mard)，取代那里已经有的远郊列车线路服务。工程将在2021-2027年进行。

## 周边主要旅游景点
- 索镇公园

- 马恩河谷玫瑰园（法语：Roseraie du Val-de-Marne）

- 蒙苏里公园

- 卢森堡公园

- 巴黎圣母院